# Fate/Grand Orderのメインストーリー
Fate/Grand Orderのエピソード一覧（フェイト・グランドオーダーのエピソードいちらん）は、ゲームブランドTYPE-MOONによるゲーム作品『Fate』シリーズのひとつとして制作されているスマートフォン向けRPG『Fate/Grand Order』におけるエピソードの一覧。
本項ではメインストーリーに関連するシナリオのみについて扱い、イベントストーリーについては割愛する。

## 第1部：Observer on Timeless Temple
※イベント「監獄塔は復讐鬼に哭く」も期間限定ながら、第1部の区分をされている。

### 特異点F 炎上汚染都市 冬木「序章」
2015年7月30日配信。本作のチュートリアルステージであり、ここをクリアすることで大半の期間限定イベントへの参加権が与えられる（一部特定の章クリアが参加条件に設定されているイベントも存在する）。本特異点はシナリオ上で「特異点X」と呼称されることもある。
西暦2015年、魔術がまだ成立していた最後の時代。人類の営みを永遠に存在させるべく秘密裏に設立された人理継続保障機関フィニス・カルデアで、「2016年を最後に、人類は絶滅する」という研究結果が“証明”された。
原因を調査するうち、カルデアの魔術サイドによって作り上げられた「近未来観測レンズ・シバ」は、突如として過去・西暦2004年の日本のある地方都市に観測不能領域の出現を検知する。ありえない事象にカルデア機関員達は、これこそ人類史が狂い絶滅に至る理由と仮定、テスト段階ではあったが理論上は可能レベルになった霊子転移（レイシフト）による時間遡行を実行する。その目的は2004年に行われた「聖杯戦争」に介入し、狂った歴史を正す事であった。
カルデアは、「守護英霊召喚システム・フェイト」の力を借りてサーヴァントを召喚し、「聖杯探索（グランドオーダー）」を行うマスター候補たちを過去へと送り込もうとする。だがレイシフト直前、カルデアは何者かの破壊工作による爆発を受け、数合わせとしてカルデアの機関員に迎えられた一般人の主人公を除く、マスター候補が全滅するという最悪の事態に直面する。カルデアの職員の一人であるマシュ・キリエライトは、最初のレイシフト実験に立ち会うため中央管制室にいたところ、この爆発に巻き込まれて致命傷を負う。それでも、マシュは自分を助けに来た主人公だけでも何とか救おうと、サーヴァント・シールダーと取り引きを交わして人間とサーヴァントの融合体「デミ・サーヴァント」となり、主人公のサーヴァントとなる契約を結ぶ。そして、主人公とマシュ、そしてカルデア所長オルガマリー・アースミレイト・アニムスフィアは、2004年に行われた聖杯戦争の舞台・冬木市へとレイシフトする。
冬木市ではセイバーであるアルトリア・ペンドラゴン[オルタ]（以下：セイバーオルタ）がすでに5騎のサーヴァントを撃破しており、彼女を含む彼ら6騎のサーヴァントたちは「泥」による汚染で正気を失っていた。また、これにより大火災が起き、街からは人の姿がなくなっていた。唯一汚染されていなかったクー・フーリン（キャスター）の協力により、主人公一行は窮地を脱する。一件落着かと思われたそのとき、オルガマリーの側近であるレフ・ライノールが現れ、彼が先の爆発の首謀者だったことが判明する。また、爆発の時点でオルガマリーは肉体的な死を迎えており、残留思念のみが主人公らとともにレイシフトしていた状態だった。レフはオルガマリーの残留思念と擬似天体「カルデアス」を接触させる形で消滅させる。
元の時代へと帰還した主人公たちは、カルデアに所属する医師ロマニ・アーキマンに迎えられる。やがてカルデアは、人類を救うための鍵がさらに7つの歴史上の異変・特異点にあることを突き止める。
- ほか登場サーヴァント：エミヤ

### 第一特異点 邪竜百年戦争 オルレアン「救国の聖処女」
2015年7月30日配信。百年戦争末期のフランスのオルレアンに出現した特異点。処刑された“ジャンヌ・ダルク“（以下：ジャンヌオルタ）が「竜の魔女」として復活し、ドラゴン・ファブニールやワイバーンを引き連れて各地を蹂躙している。主人公たちは時を同じくして召喚されたもうひとりのジャンヌ・ダルク、および竜殺しの戦士ジークフリートとゲオルギウスたちとともに、ジャンヌオルタ率いる邪竜軍と戦う。
やがて、ジャンヌオルタの正体が本物のジャンヌ・ダルクではなく、彼女の死を受け入れられなかったフランス軍元帥ジル・ド・レがレフから授けられた聖杯によって生み出された存在だったことが判明する。
- ほか登場サーヴァント：シュヴァリエ・デオン[3]、ファントム・オブ・ジ・オペラ[3]、マルタ、カーミラ、エリザベート・バートリー、マリー・アントワネット[3]、ヴォルフガング・アマデウス・モーツァルト[3]、シャルル＝アンリ・サンソン[3]、ランスロット（バーサーカー）[3]

### 第二特異点 永続狂気帝国 セプテム「薔薇の皇帝」
2015年7月30日配信。主人公らは逃亡するレフを追い、1世紀、“ネロ・クラウディウス“統治下の古代ローマに出現した特異点へとレイシフトする。ロムルスやカリギュラ、ユリウス・カエサルら歴代のローマ皇帝が率いる「ローマ連合帝国」がネロ統治下のローマと敵対しており、主人公一行はネロ本人に加え、サーヴァントとして現れた"ブーディカ"、"スパルタクス"、"荊軻""らとともに「ローマ連合帝国」に立ち向かう。
ロムルスを倒した一行の前に、レフが現れ、異形の姿―魔神柱フラウロスに変身する。主人公一行に追い詰められたフラウロスは大英雄"アルテラ"を召喚して形勢逆転を図る、そのアルテラに抹殺される。レフから奪った聖杯を取り込んだアルテラは膨大な魔力と引き換えに暴走状態にあり、ローマに向かいつつあった。アルテラの宝具により"呂布"と"スパルタクス"が犠牲になるものの、一行はアルテラを追う。
- ほか登場人物：ステンノ[4]、タマモキャット[4]、エリザベート・バートリー[4]、アレキサンダー[4]、ロード・エルメロイ二世、レオニダス一世[4]、ダレイオス三世

### 第三特異点 封鎖終局四海 オケアノス「嵐の航海者」
2015年11月5日配信。大航海時代の西暦1573年、どことも知れない大海の特異点にて、財宝を追い求めていた女海賊“フランシス・ドレイク“は、海神"ポセイドン"を撃破し、聖杯を手にする。彼女は次いでやってきた主人公一行と手を結び、この特異点に投下されたもう一つの聖杯の行方を探る。
その中で、主人公一行は、女神エウリュアレと怪人アステリオス、女神アルテミスとオリオン（小熊）、狩人アタランテ、ダビデに出会う。
やがて、ダビデの口から、彼の宝具「契約の箱（アーク）」も一緒に召喚されたことが判明する。この箱は触れた者の魔力を奪って消滅させる上、厳密にはダビデの所有物ではないため、ダビデが消滅しても箱自体はそのまま残るという危険な代物であった。
主人公たちは、聖櫃を狙うイアソン一味と対決する。だが、協力者であるはずのメディア・リリィから聖櫃の真相を知らされたイアソンは、自分が思っていたものと異なることに衝撃を受ける。
そして、主人公一行は、メディア・リリィたちと対決した後、元の時代へと帰還する。
- ほか登場サーヴァント：エドワード・ティーチ、メアリー・リード&アン・ボニー、ヘラクレス

関係者による言及
本シナリオにてNPCとして登場したイアソンのデザインを手掛けたBLACKは、2022年9月のトーク番組「Spotlight Lostbelt No.5 アトランティス」の中で、当初はうさん臭い善人のデザインだったが、イケメンにしてほしいという注文が寄せられたため、現在の形になったと明らかにしている。ただし、中身は変化していないため、間抜けな表情を増やしたとも話している。

### 第四特異点 死界魔霧都市（ミストシティ） ロンドン「ロンディニウムの騎士」
2015年12月28日配信。西暦1888年のロンドンに出現した特異点。産業革命による公害の霧がさらに有害になる以上に、その濃霧の中をさらに機械人形やホムンクルス、殺人鬼が闊歩している。主人公たちはフランケンシュタインに加え、はぐれサーヴァントである“モードレッド“、ジキル、“アンデルセン“、“ウィリアム・シェイクスピア“とともに霧に包まれたロンドンを探索する。
一行は、聖杯を利用してこの特異点を破壊する魔霧計画の首謀者であるパラケルスス（「P」）とチャールズ・バベッジ（「B」）、マキリ・ゾォルケン（「M」）の3人と対峙する。そして、一行は彼らの背後にいたソロモンと対面するも、あまりの強大さにただ圧倒するばかりであった。
事態解決後、主人公一行はロンドンを後にする。
- ほか登場サーヴァント：ナーサリーライム[8]、玉藻の前[8]、坂田金時[8]、ジャック・ザ・リッパー[8]、アルトリア・ペンドラゴン［オルタ］（ランサー）[7]、ニコラ・テスラ[8]

### 第五特異点 北米神話大戦 イ・プルーリバス・ウナム「鋼鉄の白衣」
2016年3月30日配信。西暦1783年、北アメリカ大陸に出現した特異点。女王“メイヴ“と狂王“クー・フーリン“（以下：“クー・フーリン（オルタ）“）率いるケルト軍により南北戦争におけるアメリカ連合国が滅ぼされて大陸東部を制圧されており、“トーマス・エジソン“が「大統王」として西部合衆国をまとめ上げて立ち向かっている。主人公は“ラーマ”と“クー・フーリン（オルタ）“の戦いに巻き込まれる形でけがを負い、ラーマともども"ナイチンゲール"が運営する医療キャンプへ搬送される。一行はケルト側から送りこまれた“フィン・マックール”とディルムッド・オディナの2人の攻撃を潜り抜けるも、今度はエジソンについていたカルナに襲われる。一行はエジソンから協力要請するも拒否され、投獄されてしまうが、ジェロニモ率いるレジスタンスに救出される。
レジスタンスは、ケルト側の重要人物であるメイヴを狙った暗殺計画を実行するが失敗する。
レジスタンスと別れた主人公、マシュ、エリザベート・バートリー、ナイチンゲール、ラーマは、ラーマの妻シータがいるとされるアルカトラズ島に向かう。一行はアルカトラズに配備されたベオウルフを退け、ラーマはシータと再会を果たす。だが、ラーマは生前掛けられた「離別の呪い」ゆえに聖杯戦争であってもシータと出会うことはかなわず、夫妻のどちらかが「ラーマ」として召喚される定めとなっていた。シータは夫に掛けられた呪いを引き受ける形で消滅する。
その後、主人公らは、エジソンらと協力し、ケルト陣営を撃破する。
- ほか登場人物：シータ、ジェロニモ、エレナ・ブラヴァツキー[9]、ニコラ・テスラ[9][10]、アルジュナ、フェルグス・マック・ロイ[9]、ネロ・ブライド[9]、エリザベート・バートリー[9]、李書文（ランサー）[9][10]、スカサハ[9]、ベオウルフ[9][10]、マーリン[10]、ロビンフッド[9]、ビリー・ザ・キッドらがいた[10]

関係者による言及
原作者の奈須きのこは、ニュースサイト『ダ・ヴィンチ』とのインタビューの中で、本シナリオ以降はソーシャルゲームとしてのバランスではなく、『Fate』のシナリオを意識したと話している。

### 第六特異点 神聖円卓領域 キャメロット「輝けるアガートラム」
2016年7月25日配信。一行はダ・ヴィンチとともに第9回十字軍撤退後1273年のエルサレムに形成された特異点へ赴き、ルキウスという青年と出会う。ルキウスと別れた一行は、オジマンディアスとその側近ニトクリスが支配する古代エジプトの砂漠が広がることに困惑を覚える。一行はオジマンディアスから人理がすでに崩壊していることを聞かされ、その原因となる"獅子王"の存在を知らされる。エルサレムに来た一行は、獅子王が支配する聖都キャメロットにて、彼女の部下である円卓の騎士たちが戦争難民を虐殺する様子を目の当たりにする。途中、ダ・ヴィンチは敵陣に突っ込んで消息不明となり、その場にいたルキウスことベディヴィエールとともに何とか難民の一部を暗殺者"ハサン"（山の翁）たちが住む村へと避難する。そこで一行は"アーラシュ"や"玄奘三蔵"、"俵藤太"、初代・山の翁ら仲間たちを集め、生還したダ・ヴィンチとも合流する。戦いのさなか、マシュが融合した「シールダー」の真名が円卓の一員で聖杯の探索に成功した騎士にして、同じく円卓の一員であるギャラハッドと判明する。このことから、ギャラハッドの実父であるランスロットの協力も取り付けることに成功する。加えて、オジマンディアスらも味方につけることができた。
そして、一行がキャメロットの支配者・獅子王と対峙する中、彼女の正体が聖槍ロンゴミニアドによって亡霊に等しい存在と変質した並行世界のアルトリア・ペンドラゴンであることが明かされる。さらに、ベディヴィエールがこの獅子王を生み出すきっかけだったことも明かされる。そして、ベディヴィエールは義腕に偽装していたエクスカリバーを返却して消滅する。獅子王はこの特異点と運命を共にする中、主人公一行に最後の特異点がバビロニアにあることを教える。
- ほか登場サーヴァント：シャーロック・ホームズ[16]、ガウェイン、トリスタン[15]、モードレッド、呪腕のハサン[13]、百貌のハサン、静謐のハサン、アグラヴェイン[13]、[注 5]

関係者による言及
第1部第6章は、原作者の奈須きのこ自身がリライトしたシナリオの一つである。同シナリオの執筆期間中、奈須は「なぜベディヴィエールの右腕がアガートラムなのか」という理由付けに悩んでいたが、坂本真綾のライブで聞いた『レプリカ』に衝撃を受け、一から書き直すことを決意し、終盤の展開は同楽曲を参考に執筆された。その結果、第6章は『Fate/stay night』のアナザーストーリーのような立ち位置に納まった。

### 第七特異点 絶対魔獣戦線 バビロニア「天の鎖」
2016年12月7日配信。紀元前の古代メソポタミアに存在する、“ギルガメッシュ“統治下のウルクを含む特異点。"イシュタル"・"ケツァルコアトル"・"ティアマト"の三柱の女神による「三女神同盟」とその尖兵たる「魔獣」が、人類殲滅を企てる未曾有の脅威となっている。着いて早々、一行はギルガメッシュの親友エルキドゥに歓迎され、ウルクまで案内してもらうことにした。なかなかウルクにたどり着かず困っていた一行の前に、ギルガメッシュがサーヴァントとして召喚したマーリンが現れ、本物のエルキドゥがすでに死亡していたことを告げられる。主人公を案内していた人物の正体はエルキドゥの遺体にティアマトが生命を吹き込んで生み出したキングゥであり、一行はマーリンの幻術でその場を去る。一行はやっとウルクにたどり着き、ギルガメッシュに協力を要請するが、自分たちで解決するとして協力を辞退される。それでもあきらめない主人公に対し、ギルガメッシュはこの地に住んで、在り様を知るよう言い渡す。そして、一行はウルクの人々と協力しながら、人類悪となった最古の創生の女神“ティアマト“に立ち向かう。
ほか登場サーヴァント：牛若丸、武蔵野坊弁慶、ジャガーマン、ジウスドゥラ（山の翁）、レオニダス一世
関係者による言及
第1部第6章同様、第1部第7章も奈須自身がリライトした。

### 終局特異点 冠位時間神殿 ソロモン「極天の流星雨」
2016年12月22日配信。主人公らは、地球の歴史上に存在しない特異点に赴く。魔術王ソロモンの玉座が存在する神殿であると同時に、魔神柱の巣窟であるこの地にて、多くのサーヴァントが魔神柱との戦いに挑む。
マシュは宝具を用いて魔神王ゲーティアの攻撃を完全に防ぎきったが、その代償として彼女自身の肉体は耐えきれず消滅する。そこへ、ロマニ・アーキマンがマシュを失った主人公の前に現れる。実はロマニの正体は、マリスビリーのサーヴァント（キャスター）であるソロモンが聖杯によって人間となった姿であり、彼は自らの存在と引き換えに第一宝具「訣別の時きたれり。其は、世界を手放すもの」を発動させ、ゲーティアにとどめを刺した。
その後マシュはフォウの力によって復活し、残り僅かだった寿命も人並みに伸びた。
配信時は完結を賭けた魔神柱討伐のレイドボスイベントが開催されていたが、25日に討伐が完遂となった。このステージをクリアすることで人理修復が達成され、以降のプレイヤーはフレンドリストなどにおいてその証であるバッジ（開位）が表示される他、イベントのチャレンジクエストや1.5部以降の高難易度ステージおよびイベントへの挑戦が可能になる。

## 第1.5部：Epic of Remnant
西暦2017年、魔神王ゲーティアによる人理償却は失敗に終わる一方、五柱の魔神バアル、アンドラス、ゼパル、フェニクス、ラウムはゲーティアを見限り、各自の抱く命題を解き明かすため、近現代の各時代に逃亡して亜種特異点を生み出す。
亜種特異点の発生はカルデアの知るところとなり、主人公は事態解決のために再びレイシフトへと身を投じる。
※コラボイベント「亜種特異点 深海電脳楽土 SE.RA.PH」も期間限定ながら、第1.5部の区分をされている。2020年2月26日よりイベント「冥界のメリークリスマス」は第1.5部の区分となった。

### 亜種特異点I 悪性隔絶魔境 新宿「新宿幻霊事件」
2017年2月24日配信。魔術王の計画が潰えた後に現れた最初の特異点。主人公は再び現れた異変の種を摘むべく、陸の孤島となった1999年の新宿へと単身送り込まれる。主人公は迷宮と化した新宿駅にて、アーチャーのサーヴァントである初老の男性（以下・新宿のアーチャー）と出会う。
主人公は新宿のアーチャーや、道中であったセイバー・オルタ、ジャンヌ・オルタとともに、様々なサーヴァントが支配する新宿を探索する。
新宿のアーチャーの真名はジェームズ・モリアーティであり、主人公への復讐心から幻霊と英霊の融合技術を確立した魔神柱の一体・バアルに協力していた。
- その他登場サーヴァント：燕青、ヘシアン・ロボ、ファントム・オブ・ジ・オペラ

### 亜種特異点II 伝承地底世界 アガルタ「アガルタの女」
2017年6月29日配信。現代過去の中央アジア地下に現れた特異点。これを魔神柱の残党による仕業と断定したカルデアは、鎮圧のため主人公とサーヴァントを送り込む。地下の世界ではペンテレイシア率いるアマゾネス、イースの女性領主ダユーと女海賊、女帝・武則天と酷吏といったそれぞれの女性が支配層となっている3勢力による群雄割拠の有様で、男性は三国のいずれかでも奴隷として囚われていたが、少数の男性たちは第4の勢力・レジスタンスとして抵抗している状態にあり、主人公たちはこの第4勢力に合流する。
この亜種特異点は、「神秘の秘匿」という概念の破壊を目指す魔神柱フェニクスが、シェヘラザードと協力することによって生み出されたことが判明する。さらに、ダユーの正体も霊基を加工されたフランシス・ドレイクだったことが判明する。
- その他登場サーヴァント：フェルグス・マック・ロイ（少年期）

### 亜種特異点III 屍山血河舞台 下総国「英霊剣豪七番勝負」
2017年10月14日配信。主人公は過去にも陥ったことのある現象で、睡眠中に意識を失ってしまう。目覚めたのは中世の日本のようなところで、史実とは微妙な違いを見せる関東の下総国だった。そこは血染めの月の下で悪しき宿業をもつように改造された“英霊剣豪”たちが、妖魔を率いて殺戮を繰り広げている。主人公はかつて夢の中で遭遇したことのある“宮本武蔵“を名乗る剣士の若い女性、カルデアからの単独のレイシフトに辛くも成功した“風魔小太郎“とともに英霊剣豪たちを倒していく。主人公一行は、道中で出会った幼い孤児の姉弟おぬいと田助から、彼らの保護者である刀匠の疑似サーヴァント“千子村正”を紹介される。村正は、姉弟を助けたお礼として、「岩だろうが金剛だろうがたやすく斬っちまう妖刀紛いの失敗作」とする「明神切村正」を武蔵に託す。激戦の末、主人公たちは、打倒徳川を掲げ英霊剣豪たちを率いていた天草四郎を撃破する。
そして、主人公一行は武蔵や下総に別れを告げ、意識を取り戻す。その後、主人公は自室にあった通信用礼装を見つけ、武蔵がカルデアに登録されたことを知る。
そのころ、主人公一行に倒されたはずの英霊剣豪の一人であるキャスター・リンボは生存しており、下総の様子を見守っていた。彼は独白の中で、天草四郎を陰で操る立場にあり、真名が蘆屋道満であることを明かす。さらに、彼の正体が、アステカ神話の女神・イツパパロトル、スラヴ神話の悪神・チェルノボーグ、平安日本の怨霊・悪霊左府を取り込んだハイ・サーヴァントであることが明かされ、さらなる黒幕の存在もほのめかされた。
なお、本特異点は「亜種平行世界」として扱われており、他の亜種特異点と違って魔神柱が関与しておらず、クリア後に表記が変更される。
- ほか登場サーヴァント：清姫、玉藻の前、源頼光、酒吞童子、巌窟王、宝蔵院胤舜、柳生但馬守、望月千代女、巴御前[21]、加藤段蔵、佐々木小次郎

### 亜種特異点IV 禁忌降臨庭園 セイレム「異端なるセイレム」
2017年11月29日配信。公式上での最後の亜種特異点。また、メインクエストでは初めて時限式解放が採用されており、それぞれの開放日は以下の通り。
- プロローグ～第3節：11月29日18時[22]
- 第4節～第6節：12月1日0時[22]
- 第7節以降:12月3日0時[22]

システム上の特徴として、一部のクエストでは味方ユニット全員のレベルが半減し、体力と攻撃力が半減する仕掛けが施されている。
あらすじ
現代において前触れなく現れた暗闇として発見され、その領域の内側に住んでいた5万人が行方不明となる。魔神の影を彷彿とさせる悪しき魔力が検知され、17世紀末のセイレムを模した特異点であることを突き止めたカルデアは、主人公と選抜したサーヴァントに「劇団」の偽装をさせて街に送り込む。
魔女裁判が行われる中、主人公一座はアビゲイル・ウィリアムズという少女と、その保護者であるランドルフ・カーターという男性の元に身を寄せる。セイレムを取り巻く狂気により、一座は一種の認識障害に陥り、行動に支障が出る。
やがて、アビゲイルの使用人であるティテュバが処刑されたのち復活する。ティテュバの正体はキャスター"シバの女王"であり、近未来観測レンズ・シバを通じて召喚されていたものの、黒幕にティテュバとしての役割を割り当てられた後、処刑によってティテュバとしての死を迎えたことにより、その役割から解放されたのが真相であった。彼女は次に行われるはずだったマタ・ハリの処刑を偽装する形で救出する。
実は、ランドルフ・カーターの肉体は「外なる神」を降ろすことを画策した魔神柱ラウムに乗っ取られており、アビゲイルはラウムの計画に利用されていた。また、セイラムの出来事も主人公一座が介入するまでに6回繰り返されていた。そして、最後の魔女裁判、アビゲイルの親友であるラヴィニア・ウェイトリーはカーターの正体を暴くが、その後の混乱で流れ矢が当たり、死亡する。この出来事がきっかけで、アビゲイルは、サーヴァント・フォーリナーとして覚醒した。主人公一座はラウム、およびアビゲイルと対峙する。事態解決後、解放されたカーターは外なる神の巫女となったアビゲイルを連れて星を巡る旅に出る。また、主人公一座もカルデアに帰還する。
- その他登場サーヴァント：メディア、キルケー、ロビンフッド、哪吒

## 第2部：Cosmos in the Lostbelt

### プロローグ「序/2017年 12月26日」「序/2017年12月31日」
2017年12月26日、2017年12月31日にそれぞれ配信。第2部のプロローグとなるシナリオ。
西暦2017年末、最初の"事故"に巻き込まれた47人のマスター候補生のうち、Aチームの7人以外は治療が完了し、未来を切り開いたマスターと共に戦った数多の英霊も所長代理のレオナルド・ダ・ヴィンチを除いて12月25日までには退去した。翌12月26日に新しい所長であるゴルドルフ・ムジークがカルデアに着任し、カルデア職員は査問会による執拗な尋問を受けつつ、冷凍冬眠処置を施されたAチームの解凍と治療も並行して進めていた。
12月31日、査問会は完了し、全員無罪放免となる。ところがAチームの7人が入っているはずの冷凍ポッドは空になっていた。それと同時に、「異聞帯（ロストベルト）」という、誤った繁栄により淘汰された筈の歴史の英霊がカルデアを襲撃する。スタッフのほとんどは氷漬けとなり、ダ・ヴィンチもラスプーチンの疑似サーヴァントである言峰綺礼の凶刃に倒れる。主人公とマシュ、そして秘密裏にカルデアに潜伏し準備を進めていたシャーロック・ホームズの手により虚数潜航艇シャドウ・ボーダーによる脱出が行われ、なんとか全滅だけは免れる。また、ダ・ヴィンチも緊急用の人工サーヴァント（ライダー）に記憶を引き継がせる形で復帰する。
異聞帯の軍勢を率いていたのはほかならぬAチームの7人のマスターたちであり、彼らクリプターによる7つの誤った歴史・異聞帯によって人理は白紙化されたという事実を以って、それぞれへの宣戦布告がなされる。
西暦2018年4月、虚数空間での雌伏を経た主人公たちは異聞帯の1つであるロシア異聞帯に足を踏み入れる形で逆襲を開始する。

### Lostbelt No.1 永久凍土帝国 アナスタシア「獣国の皇女」
2018年4月4日配信。約450年前に隕石が落下し氷河期とも言える大寒波が発生した「ロシア異聞帯」のステージ。植えられた空想樹の名前は「オロチ」。零下百度を越える環境に適応するため、今に至るまで君臨している“イヴァン雷帝“によって人類は魔獣との合成体「ヤガ」となって極限環境をしのいでいるが、そのために弱肉強食が極まってしまい弱い者は肉にすらならないとまでいわれる状況に陥り、それが剪定の原因とされている。
この異聞帯を担当するクリプター、カドック・ゼムルプスはイヴァン雷帝の存在を空想樹を根付かせる障害とみなし、異聞帯の王を自分のサーヴァントであるキャスター/アナスタシアに挿げ替えるための計画の一環として、異聞帯を訪れた主人公一行を利用してイヴァン雷帝を倒させた後、全ての異聞帯を切り捨てる覚悟があるかを問い、追い詰める。ヤガたちに取り囲まれる中、主人公は自分たちに協力していたヤガ・パツシィの命を賭した叱咤激励で立ち直る。アナスタシアはカドックをかばう形で主人公側のサーヴァントであるビリー・ザ・キッドによって射殺される。そして、主人公一行は最終的には空想樹の伐採に持ち込む。
その後、カドックはシャドウ・ボーダーに連行されるも、アナスタシアに頼まれたラスプーチン改め言峰の手引きで大西洋異聞帯まで脱走する。
- その他登場サーヴァント：ベオウルフ、アタランテ・オルタ、ミノタウロス（アステリオス）

### Lostbelt No.2 無間氷焔世紀 ゲッテルデメルング「消えぬ炎の快男児」
2018年7月18日配信。紀元前1000年ごろに起こったラグナロクが、女神“スカサハ=スカディ“のみの生存という異常な結果に終わってしまったことで剪定されるはずだった世界である「北欧異聞帯」のステージ。植えられた空想樹の名前は「ソンブレロ」。リソースが不足しているため、人類は“スカサハ=スカディ“の庇護のもと、100人単位で100の集落に分けられ、結界により外敵から守られた集落内でのみで生活している。ある程度の年齢になると集落を去る決まりになっているが、集落外には人類の脅威として巨人種が闊歩しているため実質的な間引きである。それでも住民たちは、御使いである“ワルキューレ“に導かれ「ヴァルハラ」に行けるとして疑問も不満もなく受け入れている。
カルデア一行は、三大魔術協会のひとつである「彷徨海」を名乗る呼びかけに応じようとしていた。だが、この異聞帯を担当するクリプターであるオフェリア・ファムルソローネのサーヴァント“シグルド“にシャドウ・ボーダーを急襲され、ゼロセイルに必須の虚数観測機「ペーパームーン」を奪われてしまう。一行は奪還のために急遽北欧異聞帯を訪れ、現地で出会ったはぐれサーヴァント“ナポレオン“と仮契約を結び、さらには異聞帯側に閉じ込められていた"ブリュンヒルデ"を救出する。
"ブリュンヒルデ"は、対峙した"シグルド"が本物の"シグルド"でないと告げ、怒りの形相で彼を倒す。実は、12月31日の破壊工作の際に、北欧異聞帯側の炎の巨人にして"スルト"がオフェリアの魔眼を通じて接触しており、その縁を利用される形でシグルドの霊基が乗っ取られていた。スルトは「ラグナロク」をもたらす存在であり、オフェリアは令呪で自害を禁じてシグルドの中に封じることで使役していた。シグルドが倒されたことで解放された"スルト"は、彼なりの献身として彼女に世界の終末を捧げようとする。
一行はスカサハ=スカディの居城に囚われていた"シトナイ"の協力を得て、"スルト"に立ち向かう。オフェリアは、スルトによる世界の終末を阻止すべく、彼を召喚する触媒となった自らの魔眼を切り離すため、命と引き換えに大令呪を使用する。そして、主人公一行は、スカサハ＝スカディを倒し、空想樹を伐採する。
他者言及
2018年にニュースサイト「インサイド」の編集部で行われた座談会にて、姉妹サイト「Game*Spark」のライター・吉河卓人は本シナリオで見事だった点として、第2部第1章で高くなったハードルをきちんと超えたことを挙げており、キャラクターの掘り下げもよくて、関心がなかったキャラクターにも愛着がわいたと話している。一方で、編集人を含むライター陣からは、主人公に協力していた現地住民ゲルダの描写がつらかったという声が挙がっていたほか、そのゲルダが一歩を踏み出すところでこの世界が終わりを迎えるのは美しくも物悲しいという声もあった。
また、ゴルドルフの描写が第2部第1章の時よりも人間臭く、この異聞帯に対する考えもプレイヤーに近い目線だったという声もあった。
「インサイド」のタカロクは、シトナイが複数の神霊による疑似サーヴァントとして登場したことに加え、『Fate/stay night』における聖杯戦争への言及があったのが驚きだったと述べている。

### Lostbelt No.3

#### プロローグ intro.3
2018年11月23日に配信。「彷徨海」に辿り着いたカルデア一行は、アトラス院から避難した錬金術師であり、ペーパームーンとトリスメギストスの制作者でもあるシオン・エルトナム・ソカリスと出会う。彼女の協力で、一行は「彷徨海」に間借りする体裁で拠点「ノウム・カルデア」を建造する。そこから次の目的地となる大西洋上の異聞帯へ向かう予定だったが、TV・コヤンスカヤがゴルドルフと主人公に毒を盛る。このため急遽予定を変更し、ガイド役として召喚したサーヴァント"哪吒"と共に解毒薬の素材が入手可能な中国異聞帯へと突入する。

#### 人智統合真国 シン「紅の月下美人」
2018年11月27日配信。理想郷でありすぎたがゆえに未来における可能性がないとして剪定されるはずだった「中国異聞帯」のステージ。植えられた空想樹の名前は「メイオール」。この異聞帯は”始皇帝”が不老不死の秘術を獲得し、その後世界を統一する偉業を成し遂げ「争い」という言葉が忘却された、「汎人類史より優れた異聞帯」のひとつである。蒙昧だが穏やかな民たちは簡単な農作業にのみ従事すればよく、皇帝から下賜される秘薬により一切の病に罹らず、老いを迎える前に安らかに没する。そのため何かに祈ることがなく、さらにこの異聞帯の偉人・英雄は全て冷凍冬眠処置を施され必要に応じて解凍されるため英霊という概念がなく、それゆえに英霊の座とも断絶状態にある。
到着早々、この異聞帯を担当するクリプター・芥ヒナコのサーヴァント"蘭陵王"と交戦したカルデア一行は、過去に縁を結んだ英霊の中から"モードレッド"、"スパルタクス"、"荊軻"を召喚しこれに対抗する。さらに始皇帝が様子見として差し向けた人ならぬ戦闘機械"項羽"と対戦したのちに、人理漂白による異変の解消を模索する始皇帝との交渉で「シャドウ・ボーダー」の解析を条件に一旦は優遇されるが、滞在していた村の民に「儒」、特に「智」をもたらしたことが「民が蒙であることが世の安寧の基」とする帝の逆鱗に触れてしまい、本格的に帝と争うことになる。そして殲滅対象となった村人を救うためスパルタクスが犠牲になるが、彼に対する村人たちの「祈り」が生じたことで英霊の座と経路がつながり、はぐれサーヴァント"陳宮"と"赤兎馬"が召喚される。2騎と契約した主人公は、「シャドウ・ボーダー」の奪還と、拉致されたスタッフの救出のため始皇帝が座す「咸陽」へと向かう。
一方、コヤンスカヤは始皇帝に近づくが、正体を見抜いていた始皇帝からさんざん愚弄された挙句拷問にかけられたため、這う這うの体でカルデアに助けを求める。コヤンスカヤの協力を得た主人公一行と交戦する中、令呪を使い果たしたヒナコは蘭陵王の霊基を取り込む。そして、ヒナコは真祖・"虞美人"としての正体を現す。
その後、虞美人は念願叶い始皇帝から項羽を下賜されたため、隠棲するつもりだったが、彼の意を汲み再び主人公たちの前に立ちふさがる。激闘の末に主人公たちが項羽を倒す。これに激昂した虞美人は空想樹と一体化し異聞帯そのものを破壊しようとする。その後、始皇帝から英霊の座に登録されて「サーヴァント」になることで項羽と再会する道があることを諭され、不本意ながらも人類に与することになる。
そして、解毒薬を得た主人公とゴルドルフは回復し、一行は中国異聞帯を後にする。
- ほか登場人物：韓信[32]、李書文[32]、秦良玉[33]

制作背景
本作のシナリオは虚淵玄が、コンセプトデザインはokamaがそれぞれ手掛けた。
他者言及
2018年に「インサイド」の編集部で行われた座談会にて、タカロクは本シナリオがこれまでの2つのシナリオと比べると短いとしつつも、面白くて話のまとまり方もよかったと評している。また、タカロクはこれらのシナリオの背景がつらかった分、シンの家庭的な雰囲気にはほっこりしたと述べている。同席していた吉河はここまで余裕のある異聞帯は今回が初めてであると述べ、タカロクも「鳥かごの鳥」の幸福があったと述べている。また、吉河は敵キャラクターである「虎戦車」こと「多多益善号」を倒すのが楽しかったと述べ、開発シーンから垣間見えるシンの事情やそれに怒るダヴィンチが面白かったと評している。
「インサイド」の編集長はお気に入りとしてスパルタクスを挙げており、「スパルタクスは誰にでもなれる。人生とは即ち、逆境への叛逆に他ならないのだから!」というセリフが気に入っていると述べている。複数のライターから虚淵玄が過去に脚本を手掛けた『仮面ライダー鎧武』との比較も上がった。一方タカロクはお気に入りとして韓信を挙げており、最初はお笑いかと思いきや、戦闘狂の軍師であると同時に最期まで主に忠実だったことを理由として挙げており、他のライターからもNPCにしては惜しいという声が挙がっていた。
ライターの百元籠羊はアキバ総研に連載しているコラムの中で、本シナリオが中国のファンに受け入れられていると述べ、中国のFate人気のきっかけとなった虚淵玄がシナリオを手掛けていたことでよい評価を得られたのではないかと推測している。一方、百元は同シナリオには現代中国を風刺する内容が含まれていたため、本作の中国版で実装できるか不安だという声が中国国内で聞かれたと話している。また、百元はこれまでの中国における反応から、中国において「現在の中国の感覚で正しい中華要素、中華系キャラクターが描かれるべきだ」という要求が高まっていること、外国人の描く中国（および中華要素）に対する基準が厳しいことが明らかになってきたとも話しており、同シナリオに登場した秦良玉のデザインがテンプレ中華デザイン的だったため、中国ではあまり評判がよくなかったとも語っている。

### 第3.5章 徳川廻天迷宮 大奥
2019年に期間限定イベントとして配信後、2020年7月22日から8月5日まで復刻版が配信された。そして、2022年7月13日よりメイン・インタールードとして恒常イベント化。
インド神話の愛の神とされるカーマは、魔王マーラとしての側面を有していたものの、汎人類史における彼女はインド神話の神々に監視されていたため、本来であればマーラとしての顕現は不可能だった。だが一連の出来事に際してアルジュナが他の神々を取り込んだことで監視がなくなったため、マーラとして顕現する。そして、江戸時代に特異点を生み出した彼女は、春日局に成りすまし、江戸幕府の歴代将軍たちを誘惑して封じ込める。それだけでなく、彼女はカルデアにアクセスし、登録されていたサーヴァントたちの霊基を材料に、江戸城をダンジョンに作り替える。
一方、本物の春日局の魂は、病床に伏し生涯を終え消えかけていたところを、パールヴァティーに助けられ、一時的に体を共有することになる。主人公とマシュ、そして殺生院キアラは、パールヴァティーの疑似サーヴァントとなった本物の春日局の案内で、このダンジョンに入り、操られていたシェヘラザードとマタ・ハリを救出して仲間に加える。
このダンジョンは、仏教における五戒（不殺生戒・不偸盗戒・不妄語戒・不飲酒戒・不邪婬戒）をモチーフとしており、進めば進むほどその戒めを破るようにできていた。そして、それはカーマによる堕落を意味していた。一方、主人公とは別にダンジョンに来ていたゴルドルフは、カーマの配下たちに接待を受けたことにより堕落させられていた。
マーラとしての側面を強めたカーマはビースト・III/Lとしての本性を出し、主人公らを窮地に陥れる。だが、主人公の気づきをきっかけに、シェヘラザードの語りと春日局の乳母としての矜持を応用した反撃が行われ、ゴルドルフは救出される。弱体化したカーマは江戸城から追い出されたのち、キアラから罰として座に登録されたことにより、カルデア側がカーマをアサシンとして召喚できるようになった。
反響
「インサイド」の2019年の座談会で、ライターの茶っプリンが語ったところによると、BGMが「深海電脳楽土 SE.RA.PH」と似ていたことから、ビーストかBBが関連すると考えた者もいたという。
他者言及
「インサイド」の2019年の座談会ではシナリオを評価する声が挙がった一方、システム面においてはテンポが悪いことに加え、誤ったルートを進まないと回収されないイベントがあるといった指摘が寄せられた。

### Lostbelt No.4 創世滅亡輪迴 ユガ・クシェートラ「黒き最後の神」
2019年6月15日配信。戦乱と悲しみの絶えない世界を憂い、他の神性を取り込むことで唯一神となった"アルジュナ"が、「ユガ」のサイクルを繰り返すことで「不出来」「悪」と認定した存在を削ぎ落とし、完璧な世界を目指したために可能性の先細りを招き剪定されるはずだった「インド異聞帯」のステージ。"キャスター・リンボ"こと蘆屋道満の使嗾と空想樹「スパイラル」からの魔力により、ユガのサイクルが当初よりも著しく縮んでしまい、主人公たちが訪れた時には世界の摩耗が限界に近づいていた。
クリプターのリーダーであるキリシュタリアが担当する大西洋異聞帯は大西洋にあったが、渡航のための準備と新たな魔術具の試用のため、カルデア一行はシオンのサーヴァント"キャプテン"を伴い先にインド異聞帯を攻略することになる。到着後、現地に縁がある"ラーマ"と"カルナ"を召喚したものの、中国異聞帯に引き続きノウム・カルデアから随行していた哪吒が敵の襲撃を受けて早々に脱落する。主人公たちは現地で出会ったサーヴァントの"ガネーシャ"と"ラクシュミー・バーイー"、そして思想と方針の違いからアルジュナに自身のサーヴァント・"アシュヴァッターマン"のマスター権を奪われ追われたクリプターのペペロンチーノと協力してアルジュナを倒す。
だが、ペペロンチーノはあくまでクリプターとして生きるつもりでいたことから、主人公たちと敵対する。主人公に敗れて「スパイラル」を伐採されたペペロンチーノはコヤンスカヤの能力で大西洋異聞帯に逃亡する。一方、神たるアルジュナが召喚したサーヴァントの一騎であるアスクレピオスは道満を倒すが、それは式神（分身）に過ぎなかった。
- その他登場サーヴァント：ウィリアム・テル[41]、哪吒（バーサーカー）

他者言及
「インサイド」の2019年の座談会では少年漫画のようなシナリオを評価する声があった。
指標・アンケート
「インサイド」が2019年に行った読者アンケートによると、最も思い出に残る場面として「神たるアルジュナ」と「カルナ」の決戦が挙がったという。

### 第4.5章 虚数大海戦イマジナリ・スクランブル 〜ノーチラス浮上せよ〜
2020年11月11日から25日までの期間限定イベント、2022年10月26日よりメインインタールード入り。本シナリオは、『レイジングループ』などで知られるamphibianが手掛けた。

### Lostbelt No.5
機械生命体であるオリュンポス十二神が、1万4千年前に降臨した「巨人」に機械である真体を滅ぼされることなく神による人類支配が継続し、剪定が確定したとされる「大西洋異聞帯」のステージ。植えられた空想樹の名はマゼランだが、異聞帯の王であるゼウスから「アトラスの世界樹」と名付けられ、すでに地表の8割を覆う規模まで完成している。汎人類史の英霊は異聞帯の神々に対して抵抗を続け、一部の英霊は大西洋の海底に存在する首都オリュンポスに到達したという。"宮本武蔵"は"カルデアの者"との対話から、自身の旅の終わりを強く意識し、オリュンポス防衛軍の目をかいくぐり単騎でオリュンポスに向かう。

#### 神代巨神海洋 アトランティス「神を撃ち落とす日」
2019年12月18日配信。
インド異聞帯から帰還して2週間後、シャドウ・ボーダーをコアとしてノーチラス号への改装が行われる。5日目の試運転が終わったその日、大西洋異聞帯に異変が感知されたため予定していた試運転を切り上げ大西洋異聞帯の攻略を開始する。到着早々、異聞帯側のオリュンポス防衛軍総司令官"オデュッセウス"に位置を割り出され、大軍による総攻撃をうける。さらに、衛星軌道上に配備された"アルテミス"からの直上砲撃という熾烈な先制攻撃が一行に襲い掛かる。一行は攻撃をかいくぐり、現地で出会った"シャルロット・コルデー"、"バーソロミュー・ロバーツ"、"マンドリカルド"、"イアソン"、そして"オリオン"らと新アルゴノーツを結成、先行してオリュンポスに到達した汎人類史側の英霊の足跡を追いながら三重の防衛ラインを越え、オリュンポスを目指す。
その中で、一行は、オリュンポスの神々の中でも中立を保っていたアストライアから、「異星の神の使徒であるアルターエゴ」2騎が、大西洋異聞帯に来ていたことを知らされる。最終的に、一行はポセイドンを撃破し、オリュンポスへとたどり着く。
- その他登場サーヴァント：フランシス・ドレイク、ケイローン

制作背景
奈須きのこが2022年9月に配信されたトーク番組「Spotlight Lostbelt No.5 アトランティス」で語ったところによると、初稿ではアルテミスの襲撃によってノーチラス号が難破することになっていた。
また、シナリオを担当したライターによると、あまり強くないサーヴァントたちが一生懸命にマスターをオリュンポスまで導くというプロットは早い段階から決まっていたが、話し合いの中で三つのプロットを用意する羽目になった。二稿目のプロットではドレイクが水先案内人とする案もあったが、頼りになりすぎるということで却下された。
イアソンは第1部 第3章からの人理側のサーヴァントとして再登場させるというテーマがあったが、いざ書き出すとライターにとって書きやすいキャラクターであることが判明したため、出番が大幅に増加した。

#### 星間都市山脈 オリュンポス「神を撃ち落とす日」

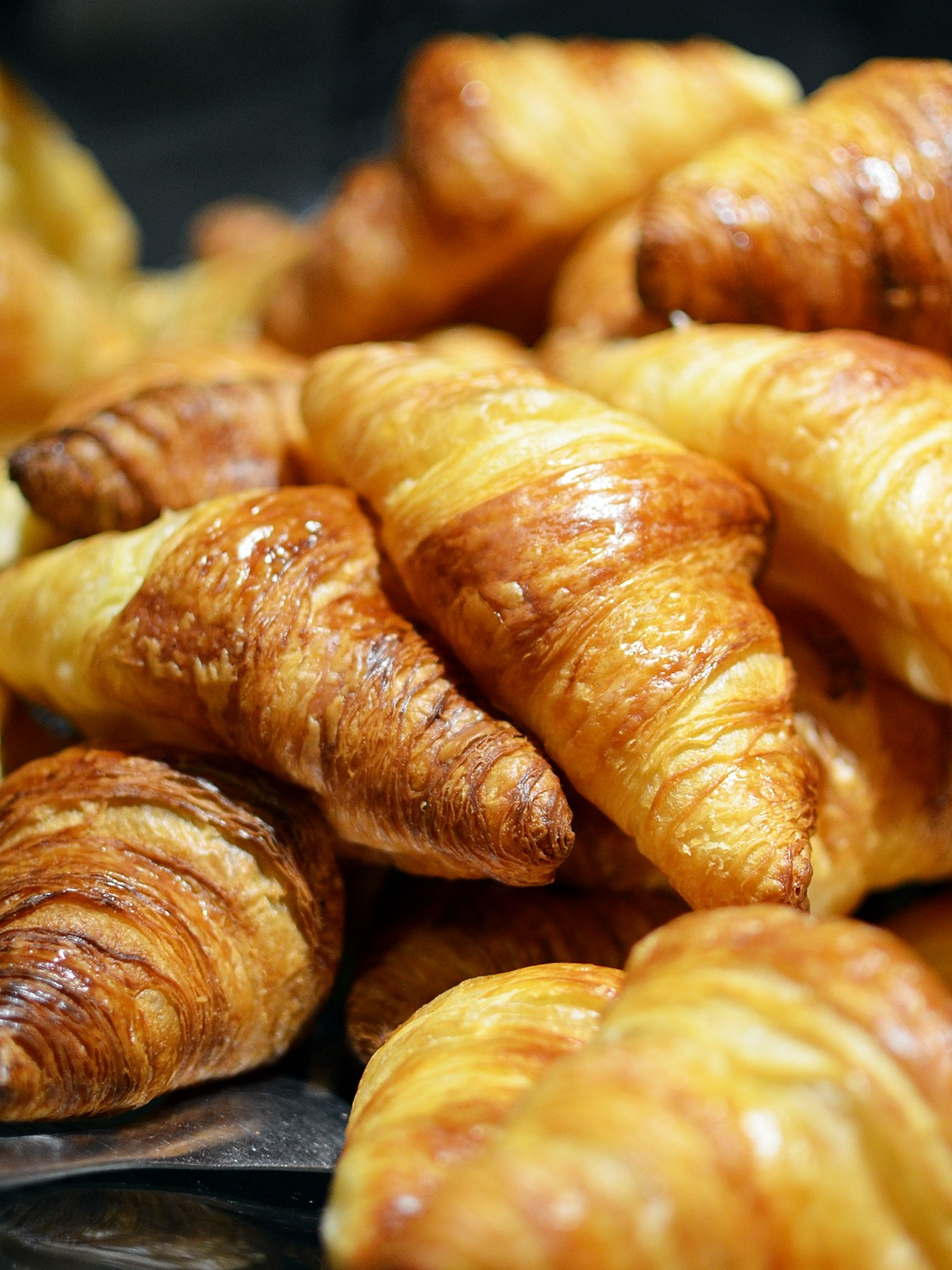
ゴルドルフは、カイニスとの交渉にクロワッサンを用意する。

2020年4月9日配信。ノーチラス号を改修したストーム・ボーダーは三重の防衛ラインの最後の一つであったポセイドンを撃破し、オリュンポスに到達する。ここでは一般住民が異聞帯としての事情を明かされているため、汎人類史に対しては明確な敵意を向けている状況であり、戦闘となってしまう。一行は汎人類史側の英霊に協力していた現地民の"アデーレ"と"マカリオス"の姉弟に助けられ、二人から十二神の"デメテル"と"アフロディーテ"によって既に汎人類史側の英霊による反乱軍「破神同盟」がほぼ全滅したと知らされる。同じ頃、ストーム・ボーダーに残っていたゴルドルフの交渉によってキリシュタリアと契約しているサーヴァント"カイニス"が共闘を受諾。マシュはオルテナウスに「ブラックバレル」のレプリカを装備し、破神同盟の計画を引き継ぐ。
一方、オリュンポスでは、汎人類史側のサーヴァント"エウロペ"がゼウスの巫女としてふるまいつつも、元クリプターのカドックを通じて破神同盟を密かに支援していた。
同じころ、ブリテン異聞帯を危険視していたキリシュタリアは、この異聞帯を担当していたベリル・ガットに対処を依頼しており、大西洋異聞帯に戻ってきたベリルから「現地住民をだまして空想樹を伐採するよう仕向けてきたので、俺は彼らがだまされたと気づく前に逃げてきた。」という報告を受ける。
キリシュタリアの真の目的は「全人類を神にする」ということであり、その一環として空想樹マゼランに自分のサーヴァントの一騎である"アトラス"を留置する形で異星の神の降臨を妨げようとしていた。そのとき、この空想樹と根繋がりであるブリテン異聞帯の空想樹セイファートがロンゴミニアドによる炎上に巻き込まれ、降臨した異星の神は自身の予定より貧弱な相となって顕われる。異星の神はU-オルガマリーと名乗り、その姿はカルデア前所長のオルガマリーと似ていた。実はベリルの報告は偽りであり、キリシュタリアはベリルから不意打ちを受ける。そして、ベリルは異星の神への敵対を表明し、コヤンスカヤと共にブリテン異聞帯に戻る。キリシュタリアは、自らの命と引き換えに大令呪を使用し、U-オルガマリーに人類が脅威であると認識させたうえでその場から追い出す。
主人公一行に敗北したゼウスは、自らの母星を再生させるという悲願を達成するべく宇宙に向けて脱出するため、自分たちの源にして上位存在である原初神こと「天球型時空要塞カオス」に救援を要請する。汎人類史の存在であるカオスは、ゼウスの起こした時空断層を通じてこの状況を視認し、船団を維持するために必要な地球の資源を吸い取る形で滅ぼそうとする。そこへ、武蔵が自らの存在と引き換えにカオスを時空断層ごと切り伏せる形で撃退する。カオスが撃退された後、一行は共闘関係を終えたカイニスと対決する 。
一方、破神同盟への協力と並行して、キリシュタリアが隠している情報について探っていたカドックは、星の神の真実にせまり過ぎたとして道満に襲われ深手を負い、言峰によってノウム・カルデアまで搬送される。その道満も、ペペロンチーノからインド異聞帯の玩弄に対する報復として本体と式神の接続を断たれてしまい、これまでのように式神を用いた介入ができなくなる。気が済んだペペロンチーノは、ベリルを追ってブリテン異聞帯へ向かう。
- ほか登場サーヴァント：カリギュラ、アレス[50] 、ディオスクロイ（カストル&ポルクス）ほか

制作背景
奈須きのこと武内崇は、第2部の開発当初の時点から、『空の境界』のセルフオマージュもかねて、第2部の折り返し地点にあたる第5章を物語の山場にすることを想定していたと、2020年のファミ通とのインタビューの中で明かしている。
また、2020年のファミ通によるインタビューの中で、インタビューアーのごえモンから本シナリオの一部クエストの難しさを指摘された際、奈須はやりすぎだったと認めつつも、「人類史でもっとも繁栄し、もっともマイナスポイントの少ない異聞帯で、しかも人間がサーヴァントより強いという世界ですから、そこはもう徹底してやってもらいました。」と明かしており、シナリオに説得力を持たせるという目的からも、プレイヤーが達成感を得るには歯ごたえのある敵が必要だとも話している。本作の開発スタッフも、デメテルは最初の機神との闘いであり、神々の強さを感じてもらうために難易度が高くしたことを2022年秋に配信されたトーク番組「Spotlight Lostbelt No.5 オリュンポス」の中で認めており、豊穣の神ゆえに再生機能を持つことから、HP回復などの効果と相まってプレイヤーにとって印象に残ったと推測している。一方、ゼウスは神々のすべての機能を集約した結果として寿命が縮んだという裏設定があり、終盤で彼と対峙ししたマシュが表情を曇らせたのは、彼がオリュンポスの人々のためにぎりぎりまで奉仕していたことを理解したためだと担当ライターは「Spotlight Lostbelt No.5 オリュンポス」の中で話している。
担当ライターはゴルドルフがカイニスを懐柔する際にクロワッサンを用いた理由について、彼は幼いころに家の使用人であるホムンクルスのトゥールからクロワッサンをほめられて以来、この料理に思い入れを持つようになったと「Spotlight Lostbelt No.5 オリュンポス」の中で話している。また、担当ライターは、ゴルドルフが「戦うだけではカイニスに協力してもらえない」という考えから、キリシュタリアの才能ではなく人柄について尋ねたことで、頑固なカイニスが心を開いたと「Spotlight Lostbelt No.5 オリュンポス」の中で説明しており、これはキリシュタリアにとって予想外だったとも話している。ライターはこのほかにもキリシュタリアにとって予想外だった出来事として、異星の神の使徒の役割放棄や、村正が使徒として選ばれた理由などを挙げている。。

### 第5.5章 地獄界曼荼羅 平安京「轟雷一閃」
2020年12月4日配信。
道満はカルデア殲滅計画を実行に移すべく、大西洋異聞帯から寛弘5年（1008年）の平安京へと逃げ込み、亜種空想樹と聖杯を接続する。彼は、本物の聖杯戦争を模した「天覧聖杯戦争」をライバルの安倍晴明が考案したと偽り、時の権力者である左大臣・藤原道長にこれを開催させる。そして、天覧武者（マスター）には坂田金時を除く源氏四天王、および源氏棟梁・源頼光が選ばれた。
ところが、カルデアから追ってきた主人公たちが金時と出会ったことがきっかけで、源氏から「天覧聖杯戦争」への異議申し立てとなり、「天覧聖杯戦争」に脱落したサーヴァントの魂を亜種聖杯（空想樹）に取り込ませるという目論見は崩れ去った。
そこで道満は別個に召喚したサーヴァント二騎を式神に仕立てたうえで、聖杯に取り込ませようとする。だが、本物の安倍晴明が弟子の藤原香子を通じて協力したことで、この二騎は封印される。また、英霊・源義経を依り代に平景清の怨念を重ねた「源氏殺し」と玖賀耳之御笠も式神として送り込まれたが、主人公が酒吞童子の協力を取り付けたことにより、こちらも封印される。
道満は式神として用意した神霊・伊吹童子を亜種空想樹に取り込ませて異星の神の器に仕立て、道満にとって都合の良い異星の神を作り上げることも考えていた。だが、彼は直後になって予定を変更し、自分が異星の神になろうとする。そこへ、主人公一行と源氏武者たち、そして酒吞童子と茨木童子が追いつき、道満は撃破され、空想樹も伐採される。その後、主人公はカルデアへと帰還する。
- ほか登場サーヴァント：ナーサリーライム、バベッジ、パラケルスス、清少納言、鈴鹿御前、俵藤太、玉藻の前

制作背景
奈須は、道満は異星の神からそれぞれの異聞帯の王をそそのかす役割を与えられており、本人もそれを理解したうえでふるまっていたが、追い詰められた際に「安倍晴明に勝ちたい」という目的を持ってしまったがために隙ができてしまったと説明している。また、当初「天覧聖杯戦争」で召喚されたサーヴァントとして、エレナ・ブラヴァツキーとカリオストロ伯爵も登場させる予定だったが、シナリオが長くなってしまうということで、担当ライターの判断により見送られた。

### Lostbelt No.6 妖精円卓領域 アヴァロン・ル・フェ「星の生まれる刻」
同異聞帯のシナリオは前編と後編、さらにはクライマックスにあたる戴冠式の3部構成となっている。それぞれの実装日は以下の通り。
- 前編：6月11日[53]
- 後編：7月14日[54]
- 戴冠式：8月4日[55]。

1万4千年前に「巨人」が降臨した際、星の内海から誕生した6人の妖精が神造兵器・エクスカリバーの鋳造の使命を放棄したことで世界がほぼ滅亡した上、後から派遣された獣神ケルヌンノスを謀殺し、その遺体を土地として利用した「ブリテン異聞帯」のステージ。この異聞帯における人間は、ケルヌンノスと行動を共にしていた最後の人間を元に培養する形で生み出されており、妖精たちは自分の存在を維持するために人間を管理・飼育している。このため人間には生殖能力はなく、英雄の歴史や宗教というものもない。
ベリルが来る前の時点では、厄災からブリテンを守り続けたトネリコという人物が2000年前に処刑されたため、既にブリテンは厄災によって滅んでいた。だが、彼がルーラーとして召喚した汎人類史のモルガンが、彼から聞いた情報をもとに自ら2000年前にレイシフトし、自らの消滅と引き換えに異聞帯の自分=トネリコに様々な情報を託す形で女王モルガンとなった。そして、彼女は厄災で滅びた妖精たちをよみがえらせて支配下に置き、彼らから存在税として魂の一部を徴収している。また、モルガンの部下である三人の妖精騎士は、着名（ギフト）とよばれる手法によって、真名とは別に、円卓の騎士にちなんだ名前を授けられている。
この異聞帯ではケルヌンノスの怨念が呪いとして振りまかれている状態である。一方で、ケルヌンノスはブリテン島の終末装置「奈落の虫」を封印する役目を有している。これらに関連して、厄災と呼ばれる現象が起きているほか、「目的」や「輝き」を失うことで妖精はモースと呼ばれる怪物に変化する。モースに触れた者もモースとなる。逆に、妖精が目的に熱中した場合も、自分を失って暴走する。
モルガンがブリテン異聞帯を支配する際、同地にあった空想樹セイファートを伐採して自らの魔力に置換したことにより、同異聞帯が地球を巻き込んだ崩壊を始めている。
前編
カルデアはただちに同異聞帯に向かったものの、ストーム・ボーダーの機材に不調が生じたことから、主人公とマシュ、そしてダ・ヴィンチの3名だけが同異聞帯のコーンウォールに上陸した。汎人類史側のトリスタンが一行のサーヴァントとして召喚されたのもつかの間、はぐれ妖精たちの住む「名無しの森」から生じた霧により、主人公は自分に関する記憶を失い、マシュたちと離れ離れになる。また、モルガンの圧政に苦しむ妖精たちから「予言の子」として期待されている妖精の少女・アルトリアも同様に「名無しの森」に足を踏み入れて記憶喪失になる。その後、3人は「名無しの森」の住民に保護されるが、人間であることが知られてしまい、3人の扱いをめぐって住民間で殺し合いになり、妖精王オベロンに救出される。記憶を取り戻した3人は、ソールズベリーの酒場で給仕をしていたダ・ヴィンチと合流する。アルトリアは6つの地域にある鐘を鳴らすために旅を続けていることを明かすが、鐘を鳴らすことはモルガンに背くことを意味するため、ソールズベリーを治めるオーロラからは許可を得られない。それでも、牙の氏族の妖精レッドラ・ビットがオーロラの元に移ったことから、一行の馬車馬として行動を共にする。
一方、異星の神から派遣された村正は、モルガンを倒しに行くものの、彼女の部下である妖精騎士ランスロットによって返り討ちにされ、「予言の子」としてグロスターで開かれるオークションに出品される。再会した主人公たちによって村正は落札され、彼を加えた一行はグロスターを統治する妖精・ムリアンと面会するが、ムリアンはすでにコヤンスカヤと手を組んでいたため、鐘を鳴らしてもらえるような状況ではなかった。
グロスターを去った一行は、オベロンの拠点「秋の森」があるウェールズに滞在する。その際、素性不明の妖精・ガレスと出会い、一行に加える。
一方、記憶を失ったマシュは、妖精の商人3人組を通じてシェフィールドの統治者・ボガードに娶られる。マシュが初夜にてうっかりボガードを倒しかけたことで、領民から予言の子だと思われるようになり、モルガンの部下である妖精騎士ガウェインの部隊がシェフィールドを襲う。その際、ボガードはオルテナウスを発砲してしまったことで、相手の猛攻を受け瀕死の重傷を負う。マシュはシェフィールドを離脱しボガードを看取ると、花嫁衣裳を作ったハベトロットという妖精とともに、彼がかつて治めていた港町・ノリッジへ向かう。一方、主人公らも同じ町でペペロンチーノと再会する。そして、マシュがノリッジを襲う厄災を止めに行くのを目にした主人公は、令呪を以てマシュの助太刀に入り、2人で厄災を祓う。再会を喜んだのもつかの間、マシュはモルガンによって引き離される。

後編
2000年前のブリテンに転送されたマシュは、モルガンから情報を託された直後のトネリコとその仲間たちに出会い、行動を共にする。その半年後、トネリコは人間による組織・円卓軍の代表であるウーサーという人物を6氏族をまとめる存在として指名する。だが、ロンディニウムにて執り行われた戴冠式の場でウーサーは暗殺され、トネリコ一行は追われる身となる。トネリコは死を偽装した後、時代の齟齬を回避するためにマシュを初代妖精騎士ガラハッドとして封印する。また、トネリコと別れたトトロットも記憶を奪う魔法の粉をかけて自らを封印する。
一方、ハベトロットを仲間に加えた主人公たちは、モルガンに謁見するためキャメロットに行く。主人公とアルトリア、そしてダ・ヴィンチの3人だけがモルガンへの謁見を許され、それ以外の面々は城下町で待機する。ベリルがモルガンの夫として同席する中、モルガンは3人を認めたうえで、マシュには危害を加えていないことも明言しつつも、宣戦布告をたたきつける。退室した主人公たちと入れ替わりで、「カルデアの者」がモルガンの前に現れる。
キャメロットを後にした主人公一行は、ふとした偶然から「王の氏族」の長・ノクナレアと出会い、彼女がアルトリアの友人であることを知る。ノクナレアは玉座のためならば「予言の子」も利用すると明言しつつも、人間たちで結成された反女王軍・円卓軍への協力も拒否する。別行動から帰ってきたオベロンの提案により、一行はエディンバラから円卓軍の本拠地があるロンディニウムに行き、円卓軍のリーダー・パーシヴァルに迎え入れられる。ペペロンチーノから得た情報を基に、主人公たちは円卓軍のノリッジ攻略に同行する形でノリッジへ鐘を鳴らしに行くことにする。ところがノリッジ攻略開始早々、スプリガンは兵を引き、あっさり鐘を差し出す。そこでスプリガンの正体は汎人類史から連れてこられた人間であることが判明する。
それから間もないある夜、妖精騎士ガウェイン率いる軍隊が秋の森を焼き討ちする。主人公たちとともに駆け付けたアルトリアは妖精騎士ガウェインと対峙し、彼女の真名がバーゲストであることを暴露する。着名を失って降参したバーゲストは撤退し、モルガンから自らの領土であるマンチェスターでの謹慎を言い渡される。その際、バーゲストは主人公たちの助力を得るべきだとモルガンに進言するも一蹴され、彼女には妖精たちを救う気がないと判断して失望する。
秋の森の制圧から一夜明け、主人公一行はソールズベリーに戻り、オーロラから「留守中に侵入されて鳴らされた」という扱いにしてもらったうえで、鐘を鳴らした。
それからして、パーシヴァルら強襲部隊が牙の氏族の長・ウッドワス軍の本陣に向かう中、ウッドワス軍の本陣がロンディニウムを襲撃する。だが、オベロンと取引したコヤンスカヤの妨害により、モルガンから送られた援軍が到着できず、追い詰められたウッドワスは亜鈴返りとしての姿を開放し主人公たちを圧倒するが、レッドラ・ビットに乗ったガレスの助太刀により撃破される。戦争に参加した兵士の2割は降参し、捕虜として扱われた。
生き延びたウッドワスは、ベリルからモルガンに見捨てられたことを告げられ、モルガンの部下の一人・妖精騎士トリスタンの襲撃を受ける。そして、ベリルはウッドワスの心臓を食べることで彼の霊基を取り込む。その後、彼はオーロラからベリルの発言を裏付けるようなことを告げられ、その際「もし女王に援軍を送ったか質問した際に、『援軍を送った』と答えた場合、彼女は嘘をついている」と吹き込まれ、モルガンへの恨みを募らせる。
そのころ、主人公たちはオベロンとともにグロスターの鐘搗き堂を目指すが、ムリアンの誘導により、舞踏会の余興として開かれたコンテストの参加者に仕立て上げられる。ムリアンは対戦相手としてベリルと妖精騎士トリスタンを呼び出し、彼女に勝てれば鐘が認めるだろうと囃し立てる。アルトリアたちとの勝負に敗北した妖精騎士トリスタンは着名を失ったことでバーヴァン・シーという真名が露見する。彼女は観客からの罵倒から逃れるようにその場から退散する。ムリアンはバーヴァン・シーの独断という扱いで、アルトリアがグロスターの鐘を鳴らすことを許可する。
翌日、円卓軍の管理のためにロンディニウムに残ったパーシヴァル、ガレス、オベロンの3人を除く一行は、マンチェスターへ行ってバーゲストと会う。バーゲストは「妖精たちの汎人類史への移住」を条件に、カルデアへの協力を約束する。
その頃、コヤンスカヤはオベロンとの取引で得た「最後の純血竜」アルビオンの竜骸の情報を調べるため、湖水地方へ来ていたが、見つけた時には骨だけになっていた。さらに、アルビオンが死ぬ前に切り離した左腕はオーロラに拾われたことで、既にメリュジーヌという妖精へと変貌しており、そして妖精騎士ランスロットこそがメリュジーヌだった。そのメリュジーヌに追い出されたコヤンスカヤは、オベロンとの間で新たな取引をする。
湖水地方を後にした主人公たちは、4番目の鐘があるオークニーに到着する。そこを治めていた雨の氏族は大昔に楽園の妖精をかくまっていたがために、風・土・牙・翅の4氏族によって滅ぼされていた。一行はハベトロットの知人である賢人グリムと会い、彼の正体がかつて汎人類史の冬木で主人公に協力したクー・フーリン（キャスター）その人であり、オーディンから権能の一部を託されていたことが判明する。実は、オーディンは多次元的な視点から妖精國のことに気づいており、まず楽園の妖精を助けるために、現地の妖精を依り代にする形で賢人グリムを6000年前の妖精國に派遣した。その後、オーディンはこの異聞帯が現実と置き換えられた時の対策として、汎人類史のカルデアを助けるべく、2004年の冬木にクー・フーリン（キャスター）を送り込んだことが判明する。その後、グリムを加えた一行は、鐘搗き堂へ行き、封印されていたマシュを見つけて解放する。そして、アルトリアは自分がモルガン（トネリコ）と同じく、星の内海から来た「楽園の妖精」であることを明かし、そこにあった鐘を鳴らす。
その後ノクナレアから、王の氏族が雨の氏族から氏族の座とともにオークニーの所有権も受け継いだことを指摘されるも、彼女の協力を取り付けることに成功する。
そこへ、バーヴァン・シーがモルガンの所有するマジックアイテム・失意の庭を用いて、主人公とアルトリアを閉じ込める。失意の庭はベリルの手によって、バーヴァン・シーの領地であるニュー・ダーリントンの郊外にある地下聖堂に保管される。ベリルを見張っていたペペロンチーノは、エディンバラから駆け付けたマシュとともに主人公たちを救出する。だが、この聖堂はベリルが人間にモースの呪いを転移させる実験場として用いていたため、4人はモース人間に追われる身となる。地上まであとわずかとなった時、ペペロンチーノは自分たちの行く先に大量のモースがいることに気づき、ガス漏れを口実に主人公たちを待機させ、一人でモースを倒す。主人公たちが出てきたところで、ベリルが立ちはだかる。ペペロンチーノはわざとベリルから致命傷を受け、自分の浴びていた大量のモースの呪いを転移させる。そのうえ、ペペロンチーノが呪詛返しを加えていたこともあり、モースに耐性があるはずのウッドワスの霊基も無意味なものとなった。ベリルはその場から退散し、主人公たちもペペロンチーノに促される形で崩れる建物から脱出する。その後、オックスフォードの無血開城に伴い鐘が鳴らされる。だが、パーシヴァルら主力が不在のロンディニウムで内乱が起き、ガレスは奮戦するも力尽き、ロンディニウム内の非戦闘員は皆殺しにされる。また、グロスターに引き渡された牙の氏族の捕虜たちも、ムリアンが私怨から皆殺しにしてしまう。
オックスフォードから戻った一行は、ロンディニウムにある最後の鐘を鳴らした後、キャメロットへ向かうが、モルガンの攻撃でオベロンが倒される。玉座にいたモルガンは分身を用いて主人公たちを翻弄させていたところ、ウッドワスをはじめとする多くの妖精たちが玉座に詰めかける。彼はモルガンとのやり取りから彼女が嘘をついたと判断して襲い掛かるも返り討ちにされる。その際、彼女の愛が本当だと知った彼は、モースになるものの何もせずそのまま息絶える。その直後、妖精たちはオーロラに扇動されて、モルガンを惨殺する。また、霊基の複写魔術と失意の庭の副作用によってひどく衰弱していたバーヴァン・シーはケルヌンノスが封じられた大穴へ放り投げられ、後にケルヌンノスが活性化するきっかけとなる。

戴冠式
モルガン崩御から数日後、ソールズベリーにて次期女王であるノクナレアの戴冠式が行われるが、オーロラの陰謀によってノクナレアは毒殺され、その罪を着せられた主人公たちは混乱する街からの脱出を余儀なくされる。逃走中、モースの大量発生がブリテン中で起きていることを知った一行は、パーシヴァルとアルトリアを連れて機能を回復したストーム・ボーダーへと帰投する。
ボーダーが離陸したころには、ブリテンは厄災による滅びを迎えつつあった。そのうちの一つであるケルヌンノスをコヤンスカヤの助太刀で回避した一行は、幻術を通じて現れたマーリンの提案で聖剣の鋳造を行うことになり、霊墓アルビオンを通って星の内海にある楽園を訪れる。その儀式とは「楽園の妖精」であるアルトリアを材料として成されるものだったが、最後の仕上げを村正が己を犠牲にして代行したことで、「聖剣の管理者」の位置に納まったアルトリアは同行していた主人公とマシュと共にボーダーへ帰還する。
同じころ、オーロラは自分の元を訪れたメリュジーヌに、ここを捨てて2人で汎人類史へ行こうと誘う。だが、メリュジーヌはオーロラの「『自分の輝き』を守るべく、『より輝く者』（＝他の指導者や主人公一行）を排除する」というあり方が汎人類史では受け入れられないことに気づき、彼女を殺す。そして、本来の姿であるアルビオンの竜骸へと回帰、「炎の厄災」と化してストーム・ボーダーを襲撃し、デッキ上でパーシヴァルと相討ちになる。
一方マンチェスターに戻ったバーゲストは、街の惨状と妖精たちの悪性を目の当たりにしたことで絶望し、「獣の厄災」へと変貌して妖精たちを殺戮しながらブリテンを闊歩する。ノリッジにて立ちはだかったマシュ、そして彼女の願いに呼応して現界した汎人類史のガウェインとランスロットによってバーゲストは討滅される。激戦により疲労困憊のマシュはベリルに襲われそうになるが、間一髪で駆け付けた主人公によって助けられ、明確に拒絶されたベリルはそのまま最期を迎える。
カルデア一行は再びボーダーに戻り、「呪いの厄災」ケルヌンノスに挑むが、決定打を与えられず悪戦苦闘する。そのような中、アルトリアは一人キャメロットへ行き、自身とロンドミニアゴを接続する形でケルヌンノスに大ダメージを与えて消滅する。そして、マシュはハベトロットからブラックバレルを受け取り、アルトリアの攻撃で露出したケルヌンノスの神核を撃ち抜く。時代の齟齬によって、ハベトロットは朝のひばりの声とともに消滅する。
そこへ死したはずのオベロンが姿を現す。彼の正体はケルヌンノスが封じてきた厄災「奈落の虫」ことオベロン・ヴォーティガーンであり、人類史をかけて主人公と対決するが、英霊「アルトリア・アヴァロン」が主人公の助太刀に参じたことによって逆転し、オベロンは奈落の底へと墜ちていった。
崩壊寸前のメリュジーヌのおかげで奈落から逃れたストーム・ボーダーは、剪定されたブリテン異聞帯を後にし、ノウム・カルデアへと帰還する。

シナリオ背景
第2部第6章は奈須自身が執筆した。本シナリオの舞台が「妖精たちの国」であることから、人間たちの生活をまねする無垢な妖精たちを主題に据え、王道ファンタジーの様々な要素を詰め込んだ。その後、自分たちとは異なる世界として、世界の根幹や再生の真相などを煮詰め、そこから年表を作っていった。
本シナリオは前編・後編・戴冠式の3部構成だが、当初の想定よりも大きなボリュームとなり、シナリオがあまりにも長大であることから、制作体制やイベントのスケジュールに変化が出るほどだった。また、同シナリオは全体の分量が大きくプレイヤーによって進行度に差が出るため、後半と戴冠式との配信日時をあけて、プレイヤーたちの足並みをそろえる措置が取られた。
シナリオの内容そのものは第6章開発前に提出したプロットから大幅に変更された箇所はなかったものの、マシュを第四の妖精騎士としてモルガンの配下にするか否かは直前まで悩んだと奈須は2022年12月に配信された生放送企画“Spotlight Lostbelt No.6”の中で振り返っている。
汎人類史の円卓の騎士を一人、序盤の案内役として登場させる必要があり、主人公たちがコーンウォールに上陸する展開から、過去シナリオにおけるキャラクター描写の不足への清算からトリスタンが選ばれた。
また、プロットの段階ではレッドラ・ビットが登場していなかったものの、シナリオを執筆する中で動物の使役を禁じる妖精國での移動手段について考えるうちに、自分から馬車を引きたがる変人を思い付き、モブとして登場していた妖精を赤兎馬＝レッドラ・ビットに置き換える形で誕生した。ユーザーの間ではカルデア側の赤兎馬が妖精ではないかという考察が出てきたことについて、奈須は「レッドラ・ビットがいい感じでノイズになってくれて、考察が五里霧中という感じになっているようです。」と2021年のインタビューの中で答えている。一方で、奈須は“Spotlight Lostbelt No.6”の中で、レッドラ・ビットのキャラクターが気持ちよかったため、このまま主人公陣営へのスパイを続けていたら心が折れるだろうと思っていたところ、本当に途中で限界を感じ、積極的に主人公たちの会話に混ざらなくなったと振り返っている。
戴冠式の終盤、オベロンと対決する場面においで赤字の選択肢が表示されることについて、奈須はオベロンとアルトリア・キャスターそれぞれの動向を見ているとおかしなところが見えてくるので、友人としてそこに向き合った場合のみ、最後に本音を言い合える仲になるという仕掛けが必要だったと、“Spotlight Lostbelt No.6”にて説明している。
キャスティング
第2部第6章に登場するサーヴァントたちは立ち位置が明確だったことからキャスティングもスムーズに行われた。
ただし、メリュジーヌはTYPE-MOONの世界において重要な立ち位置にいることや、奈須が今まで扱ったことのないキャラクターであるため、彼女のキャラクター性を踏まえたうえで、最終的には高野麻里佳が起用された。
また、モルガンは本来のキャラクター性が複雑であり、かといってキャストにすべての設定を説明するとキャラクターのイメージがあいまいになることから、最小限の説明でモルガン（トネリコ）を的確に反映させる演者が必要だった。奈須はテレビアニメ「Fate/EXTRA Last Encore」に出演した石川由依が、「クールなキャラクターであっても、根本に少女の可憐さや柔らかさをもつ」演技をしていたことを知っており、彼女であればそれが満たされるだろうと判断してオファーしたと“Spotlight Lostbelt No.6”の中で振り返っており、彼女の声によって第6章におけるモルガンの物語の強度が増したと話している。
他シナリオへの影響
武内は2024年に「週刊ファミ通」に掲載された9周年記念インタビューの中で、当初『FGO』はイベントCGを出さない方針をとっていたが、常にシナリオパートの表現への挑戦を行うことがあったといい、とりわけ本シナリオでは自分を含めた制作側の意識が大きく変わったと話している。

### 非霊長生存圏 ツングースカ・サンクチュアリ

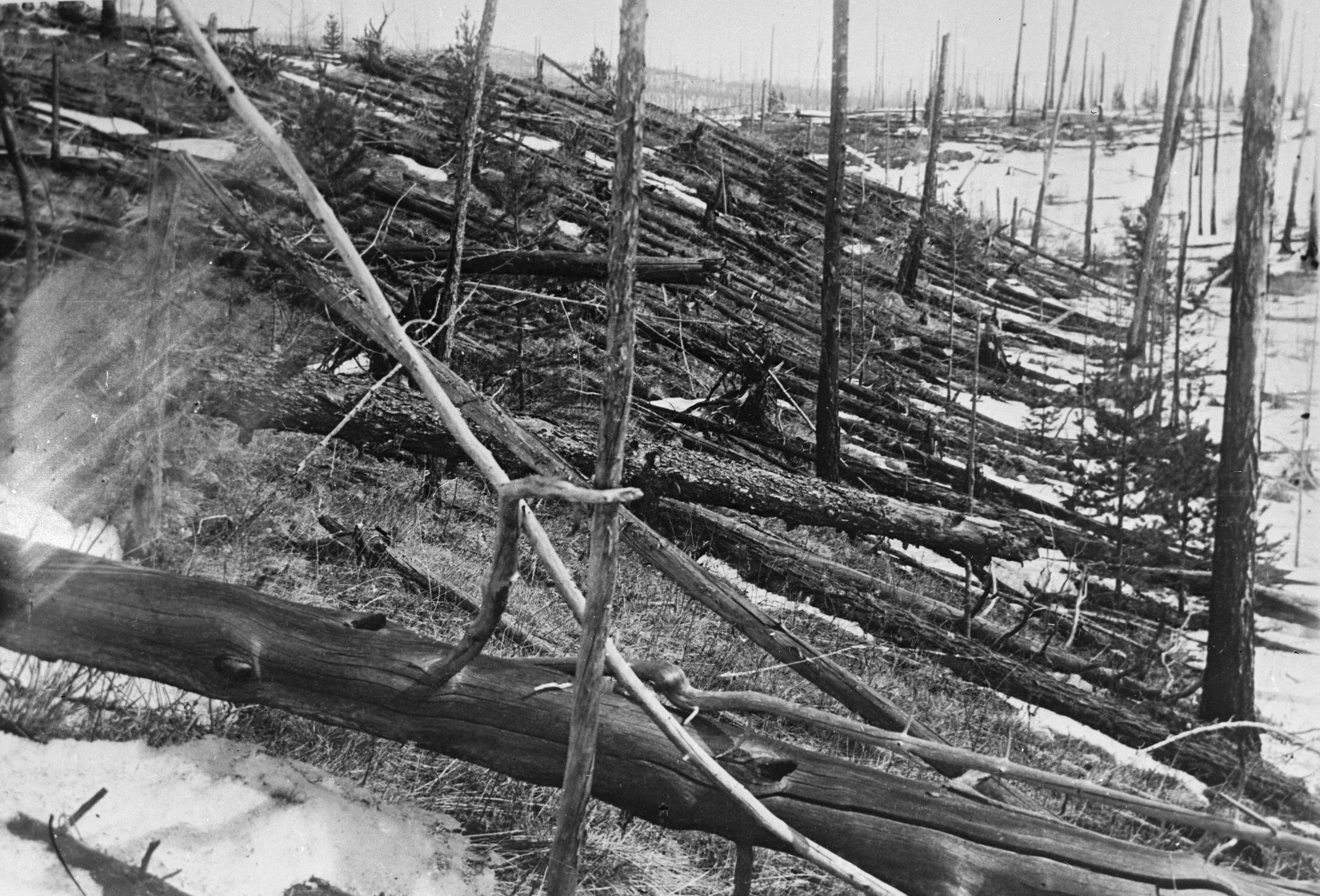
ツングースカ大爆発は、コヤンスカヤが生まれるきっかけとなった

本シナリオは、2021年12月22日に期間限定イベントとして実装され、同年12月31日にエピローグが実装された。また、2022年5月25日には、内容を一部変更したうえでメイン・インタールードとして実装された。
本編
コヤンスカヤはブリテンでケルヌンノスから呪いを食らったことで暴走しかけたため、当初の予定を前倒して羽化の準備を進めるべく、自らの拠点があるロシア・ツングースカ川上流域、すなわちツングースカ大爆発が起きた現場に向かう。
一方、シオンは霊子演算装置「トリスメギストスII」で、特異点「ツングースカ・サンクチュアリ」の発生を知る。1908年を起点とするこの特異点は、数日の間に異聞帯並みの規模に拡大した。このままでは、人類が下等動物に成り下がってしまうおそれがあることから、シオンはコヤンスカヤが黒幕であると判断し、カルデアに討伐を依頼する。
ところが、現地ではヒト科のサーヴァントの召喚が困難であり、伊吹童子が召喚された。そこで、一行は妲己を追ってやってきたサーヴァントの"太公望"と出会い、次いでドブルイニャ・ニキチッチという別のサーヴァントと出会う。一行は生存領域から殺戮領域へと移動する。その中で、コヤンスカヤは妲己とは別人であることが判明する。
その後、一行はNFF（ナイン・フォックス・ファウンデーション）サービス本社ビルに到着し、人工生命体・PBに案内される形でコヤンスカヤと対面する。
彼女の正体は、ツングースカ大爆発によってえぐり取られた土地の痛みと、爆発に巻き込まれた動物たちの断末魔の集合体にして、特異点収束体と呼ばれる異聞帯並みの存在だった。そのことを太公望に暴露された彼女は、この土地ごと自爆を試みるが、太公望の説得により、最終的には宇宙に打ち上げられた。
エピローグ
主人公たちが元の時代に戻ってきたのもつかの間、彷徨海に「U-オルガマリー」が出現する。主人公らは命からがら彷徨海から脱出したのち、シオンと合流する。
関係者による言及
太公望の設定には『ロード・エルメロイII世の冒険』に関連する部分があったため、あらかじめ同作とのすり合わせが行われた。
エピローグに彷徨海の魔術師フォアブロ・ロワインを登場させた理由について、奈須はファンサービスと声だけの出演を続けるわけにはいかないと思ったと2022年のファミ通とのインタビューの中で説明している。このキャラクターは『月姫』のネロ・カオスに相当する人物であり、同作のデザインでは『Fate/Grand Order』と釣り合わないため、SF寄りのデザインに変更された。また、エピローグで彼がシオンのことを「冥界の鳥」と呼んだ理由について、奈須はどのような信念で死ぬかということを表現したのだと説明している。

### 第6.5章 死想顕現界域 トラオム「或る幻想の生と死」
本シナリオは2022年6月1日にメインストーリーとして実装された。クリアするとメイン・インタールードにフリークエストが解放される。
コヤンスカヤとの和解後、アメリカのとある地点にて大規模特異点が発見される。この地は、復権界域・復讐界域・王道界域の3つの界域に分かれていた。また、この地では大勢のサーヴァントが召喚され続けており、彼らはこの3つの界域のいずれかの一員として大規模な戦闘に加わっていた。
オルテナウスのメンテナンス中のマシュを残し、主人公、カドック、ホームズ、そしてヴラド三世が現地へと赴く。
そこへ異星の神の使徒のひとり・モリアーティ（若）が現れ、ヴラド三世に叛逆心を起こさせようとするが、誰かに強制されることはヴラド三世本人が最も嫌がることであり、宝具を発動して自らを封印する。
徐福の分析をもとに、一行は砦に侵入し、中にいた張角を暗殺し、復権界域側にも伝わった。ところが、暗殺されたはずの張角はクリームヒルトのそばにいた。
主人公たちが3つの界域による戦いを終結に導いたのもつかの間、モリアーティ（若）が現れ、ホームズが異星の使徒のひとりだと暴露する。戦いの末、ホームズは滝つぼに落ちる。モリアーティ（若）は主人公たちと一戦を交えた後、張角の「本体」のあるエリア51へと案内する。張角の正体は、この特異点を生み出した黒幕が最初に召喚したサーヴァントであり、黒幕の願いをかなえるべく、後から召喚されたサーヴァントたちを煽り、界域紛争を演出していた。それを実現するため彼は自らを尸解仙という形で物言わぬ屍としてエリア51にとどまり、本体と思い込ませた分身を特異点内に送り続けていたが、モリアーティ（若）によって本体を破壊され、消滅する。その後、主人公たちは「被検体:E」と対面する。
関係者による言及
同シナリオの担当ライターは、もともとはホームズに関するエピソードのみとなる予定だったが、7章までの間でクローズアップしたい要素があったので、発注元にお願いしてそちらも組み込んだ結果、派手な戦争になったと「週間ファミ通」2022年8月18・25日合併号に掲載された記事の中で振り返っている。また、初期案ではモリアーティ（若）の登場はなかったものの、武内の要望によって実現した。とはいえ、出しどころは難しく、モリアーティ（若）を本シナリオの真ボスに据え、ホームズを倒す役として担当ライターにセッティングさせた結果、ホームズの退場が当初の予定から繰り上げられる形となった。
一方で、担当ライターはネバダ州に関するセッティングは奈須が監修していたとはいえ、本当にあの「引き」でよかったのか執筆中はドキドキしていたとも振り返っている。
また、担当サーヴァントのリライトを行った人物によると、本シナリオでは複数のサーヴァントがリライト対象となったため、シナリオライターと共同でリライトしたとされている。

### Lostbelt No.7 黄金樹海紀行 ナウイ・ミクトラン「惑星を統べるもの」
本シナリオは、前編と後編に分かれているが、後編をある程度進めると、タイトルが「黄金樹海紀行 ナウイ・ミクトラン 『惑星を統べるもの』」から「空想樹海決戦オルト・シバルバー」に変化する仕組みがとられている。
また、シナリオ担当者が奈須きのこであることは「週間ファミ通」2022年8月18・25日合併号で言及されていた一方、「FGO カルデア放送局」2022年11月9日配信分においては、「物語に新しく登場するサーヴァントの実装時期をメインクエスト開始よりも後にする」という施策をとることが発表された。
地球上の生命体の進化にかかわってきた外宇宙からの生命体「マィヤ」の介入が2億5000万年ほど早く行われたことが遠因で、地球外生命体・ORTによる恐竜の絶滅が起きなかったステージ。この異聞帯では、地底に9層の縦穴構造の世界が展開されている。またこの世界には冥界も存在し、生死の境が曖昧になっている。人類はマィヤによって遺伝子改良された恐竜人類（ディノス）である。また、この地には恐竜人類とは別に類人猿が存在しており、彼らはマィヤの加護を受けていない。
デイビットがサーヴァントとして召喚した「黒のテスカトリポカ」により、類人猿はオセロトルと名付けられ、モクテスマ2世の魂をもとに生み出された1年テスカトリポカことイスカリを通じてORT復活に協力させている。また、「青のテスカトリポカ」という別側面に当たる人物（以下：恐竜王）が脅される形で恐竜人類たちの王国であるチチェン・イツァーを治めている。
以上のことから、テスカトリポカに該当する人物が複数いるため、本項において単に「テスカトリポカ」とした場合は、デイビットが召喚した「黒のテスカトリポカ」を意味する。
また、ORT飛来の時点で、人類によって築かれたカーン王国があり、君主カマソッソは臣民たちを生贄とする形で自ら強化したことでORTの心臓を抜き取った。ORTの身体は地底世界の最下層に葬られ、その心臓はマィヤによって人工太陽として運用された。一方、カマソッソは改造の代償として死ぬこともできず正気を失い、恐竜人類たちの脅威となる。
前編
2022年12月25日実装。
主人公、マシュ、カドックの3人は「被検体:E」と対面する。その際主人公は、謎の人物を目撃する。その後主人公たちは「被検体:E」の遺体を搬送しようとして失敗し、そのままネモたちの元に戻る。
その後、シオンはカドックからの質問に答える形で、「通常の英霊では不可能なはずのトライヘルメスとの同期を実現したこと」「自ら異星の神に対する考察を止めていた」という点からホームズを疑っていたことを明かし、彼が自分の気持ちと異星の神との板挟みになった末、自ら滝つぼに落ちることを選んだのではないかと推測するものの、なぜホームズがその選択をしたのかまではわからなかった。
そのとき、「被検体:E」に仕込まれていたビデオメッセージが再生される。ビデオメッセージの中で、モリアーティ（若）は異星の神が同胞である「被検体:E」に呼び寄せられたと語り、U-オルガマリーが南米に眠るORTを狙っていることを告げる。過去にORTによる死亡事件が起きていたことから、一行はU-オルガマリーに先駆けて現地に向かうも、当の本人に見つかってしまった上、ストームボーダーの攻撃が大幅に弱体化するというアクシデントが発生する。そうこうしているうちに何者かの介入を受け、主人公はストームボーダーから転落する。
死者の国に来てしまった主人公はテスカトリポカと会い、令呪と引き換えに生還する。その際、主人公は砂糖菓子の骸骨を託される。気が付いた主人公の目の前にはネモマリーンの一人と、記憶の一部を失ったU-オルガマリーがいた。U-オルガマリーは2人をガイドに指名し、探索を開始した。そこへ恐竜人類が現れ、慌てふためいていたところへ、カルデアの者が現れる。彼はロマニ・アーキマンを自称したものの、主人公にとっては同一人物とは思えなかった。その後、主人公たちは現地住民のテペウに匿われ、その流れでマシュたちと再会する。
一方、テスカトリポカに預けられていたはずの主人公の令呪はカマソッソの手に渡っており、のちに主人公たちにとっての脅威となる。
後編
2023年1月31日実装。
テペウの旧友・イシュキックの協力を得て、一行はカマソッソを追跡する。カマソッソを撃破した一行は、デイビットとテスカトリポカと対峙する。デイビットはその在り方から人類が宇宙最悪の知的生命体であるという汚名を背負うことを阻止すべくクリプターとして身を置いていたことや、カルデアの「真相」について明かす。さらに彼は墜落したU・オルガマリーから心臓を抜き取って自らに移植しており、U・オルガマリーの身体には細工が施されていたため、当の本人はそれに気が付かなかった。主人公たちが来た時点ではイスカリを生贄に捧げようとしたものの、心の迷いが生じたとしてテスカトリポカに射殺させ、デイビットが自らを生贄にORTを使役する。ORTの起動に伴いミクトラン中の植物すべてが空想樹に置き換わり、恐竜人類とオセロトル双方に甚大な被害が生じる。
空想樹海決戦オルト・シバルバー
主人公たちによって撃破されたはずのORTは、戦いの中でカルデア側の召喚式を学習し、自らをサーヴァントとして召喚するという暴挙に出る。その中で、ククルカンは自らがORTの心臓から生み出された存在であるという立場から、命を懸けて主人公側に加担する。
ORTとの戦いの後、主人公は再び死者の国に来る。そこで自らの生還と最後の令呪をかけて、デイビットとテスカトリポカと戦いに臨む。テスカトリポカを撃破した主人公は令呪を取り戻し、生還を果たす。そして、主人公たちは南米異聞帯を後にし、かつてカルデアの本拠地であった南極へと向かう。
関係者による言及
もともとTYPE-MOONの作品群における設定上の存在だったORTは、それぞれの世界の終わりを駆け抜ける本作だからこそ登場できるという考えゆえ、早い段階から本シナリオの終盤にORT亜種の戦いを描くという目標が立てられていた。当初奈須はORTとの戦いをしっかり描ければよいと考えていたが、舞台となる南アメリカについて調べるうちに魅了され、最終的にはSFじみたTYPE-MOON的南米観と現実世界における南米文化を融合させ、恐竜人類やマィヤを用意したうえで、思考実験の末にこのような世界観になったと奈須はファミ通とのインタビューの中で明かしている。また、南米について調べる中で現実世界におけるテスカトリポカが善悪を超越した存在であることが判明したことや、田島昭宇によるキャラクターデザインも相まって、テスカトリポカをシナリオ全体のテーマを背負う存在へと立ち位置を変更した。これに伴い、初期案のままU-オルガマリーを描くとボリュームが大幅に増えてしまい、最終的には前後編になったという。
一方で、本シナリオには『月姫』（または『MELTY BLOOD』）を想起させる要素もあり、とある場面では『MELTY BLOOD: TYPE LUMINA』で直死の魔眼を発動させたときの効果音が鳴る演出が施された。
終盤のORT戦においては、ケルヌンノス以上の強敵として描きつつも、どのサーヴァントが出撃しても楽しめることなど、両立が難しい要素の試行錯誤があったと、オフラインイベント「カルデア・サテライトステーション 2023-2024 宮崎会場」（以下『サテライト2023-24 宮崎』）にて開発スタッフが振り返っている。また、ORT戦においてはシナリオの進行やキャラクターの位置の分析が必要であることから座標が作られ、のちにこの座標は『サテライト2023-24 宮崎』にて公開された。
本作におけるNPCは既存のプレイアブルユニットや概念礼装を手掛けた複数のデザイナーが担当した一方、NPCのうちイスカリとオセロトルの武器のデザインはラセングルが担当した。
反響
インサイドの臥待 弦が2023年1月21日に投稿した記事によると、本シナリオの登場人物の一人であるカマソッソはカルデア側が召喚したサーヴァントをオルタ化させたりするといった行動ゆえに、ファンから「カマソッソ先生」や「オルタ職人」と呼ばれ人気を集めているという。なお、奈須自身は2024年のファミ通とのインタビューの中で、カマソッソの再登場について尋ねられた際「第7章でやり切ったので、個人的にはあのまま休ませてあげたい」と答えている。
また、テスカトリポカもポカニキという愛称で親しまれている。

### 奏章：Ordeal Call

#### 奏章プロローグ
2023年2月10日実装。
南極へ向かう道中、「すでに白紙化していた」カルデアスと地球の表層が入れ替わっていた可能性が浮上する。また、エリア51の手術台に横たわっていた生命体が、カルデアス内の最後の人間であり、その地で死した全人類の意思によって令呪が強化されていたことも判明する。さらに、ムニエルの証言から主人公らが来た時点のカルデアスの状態は地球と同じであり、人理焼却によって地球白紙化の計画が1年ずれてしまったことも明かされる。とはいえ、マリスビリーの動機はわからずじまいだった。
南極に到着早々、ギャラハッドと思わしきサーヴァントが宝具によって展開した人理の壁によって遮られてしまう。この時カルデアスは人類史の基礎である人理保障天球に昇華していた。甲板に現れたロマニ・アーキマン（仮称）との対話によりこれまでの戦いで基本の7クラス以外、ルーラー、アヴェンジャー、アルターエゴの濫用によって汎人類史に異物として見られていることが原因と判明。一行は南極を後にし清算を行うための探索、作戦名「オーディール・コール」を開始する。

#### 奏章I 虚数羅針内界 ペーパームーン
2023年6月18日実装。
白紙化した地球を探索しようとした矢先、ペーパームーンが機能不全に陥る。原因を調べる中、ペーパームーンから白い光が発せられ、主人公とシオンはペーパームーンの内部にある仮想世界へ転送される。
シオンは幼い姿で主人公の前に現れ、アサシンのサーヴァントとして召喚されたカーマからそのことを指摘されるが、シオン本人は自覚しておらず、むしろカーマに対する違和感を指摘する。主人公の仲裁により、三人でこの世界の探索を行うことにした。もともとペーパームーンの基礎となる部分はシオンの実家であるエルトナム家に伝わっていたものであり、8歳の誕生日プレゼントとして父ズェピアから管理権限を受け取って以来、シオンがメンテナンスを続けていたものの、彼女がこの仮想世界を作ったわけではなかった。また、複数の区画に分かれたこの地では、各区画の住民であるAIたちの中から選ばれた筆頭AIによるAI聖杯戦争と呼ばれるものが行われていた。主人公一行は住民のひとりをキャスター"青髭"の使い魔である蠢魔から救出した。一方青髭本人は、バーサーカー"ドゥリーヨダナ"と交戦しており、ドゥリーヨダナのマスター兼修理部の筆頭AIであるアーユスもその場にいた。陰で様子を見ていた青髭のマスター・マキリは、駆け付けた主人公たちがドゥリーヨダナの援軍だと思い込み、青髭に撤退を指示する。ここに来て以来体調不良に陥っていた主人公は蠢魔の排除により悪化したため、アーユスの計らいにより修理部で治療を受ける。治療中、シオンは主人公の不調の原因が魔術回路と神経系の接続に問題があるためだと分析し、エルトナム家伝来の疑似神経・エーテライトを自分と主人公、そしてカーマに接続し、2人がカーマのマスターになったも同然の状態を作る。その後、主人公らはAI聖杯戦争の管理者にしてこの世界の住民・ラニシリーズのオリジナルにあたるラニ＝XIIおよびその護衛である警防部筆頭AIのDX、そしてほかの区画の筆頭AI兼マスターたちとも出会う。
一方、マキリは青髭の運用リソースを調達する目的で、自分が管理する構築部のAIたちから搾取したり、別の区画への襲撃を繰り返していたが、ついには青髭と融合して主人公たちの前に立ちはだかる。主人公たちがマキリを倒したことで構築部の権限はライダー・高長恭のマスター兼移送部の筆頭AIであるライノール・グシオンの手に渡る。喜びもつかの間、ライノールは「未来を知りたい」という自らの行動原理からAI聖杯戦争の真相に近づいたところを、正体不明の「アーチャー」の狙撃によって絶命する。残された高長恭や移送部の住民たちも再構成によって変質したマキリによって強奪され、主人公たちに向けてけしかけられる。マキリを倒した矢先、今度はメドゥーサ（セイバー）がマスターのサクラとともに「ここではないどこか」へ逃げるためにほかの区画を襲撃しだしたため、ほかのマスターたちから追われる身となる。その際、「アーチャー」が何者かの命令を受けて足止めとしてメデューサを攻撃する。反撃したメデューサは返り討ちにされるが、彼女の魔眼は「アーチャー」の位置を記録しており、主人公らはそれをたどる。その先には職務優先のためにAI聖杯戦争への参加を見送っていたはずDXがおり、その正体はアーチャー"ドゥルガー"だった。彼女のマスターでもあるラニ＝XIIは、人理を救う戦いに向けた戦力増強のために、カルデア内のデータベースや呼び寄せたサーヴァントたちを利用してアルターエゴを量産するためにAI聖杯戦争を引き起こしており、この場にいる全員は人工アルターエゴであることを告げる。自分の正しさを信じ切っているラニ＝XIIは仕切り直しのためにドゥルガーに主人公たちを排除させようとする。だが、真の黒幕はドゥルガーであり、彼女は別側面であるカーリーへと変貌し、シヴァを呼び寄せるために激しく舞う。これにより彼女と接続していたラニ=XIIは衰弱する。主人公たちがカーリーと激戦を繰り広げる中、ラニ=XIIはシオンの応急処置を受ける中で、自分の正体が人類を救うことに重きを置きすぎた「救済」のアルターエゴであることに気づき、AI聖杯戦争は失敗であることを認める。ドゥリーヨダナはランサー"ビーマ"と相打ちになり、AI聖杯戦争は勝者無しという幕切れを迎える。ラニ=XIIは筆頭AIたちの中で唯一生き残ったセレシェイラに権限を譲渡したあと、消滅する。そして、主人公一行は現実世界に帰還する。
関係者による言及
担当ライターはファミ通に寄せたコメントの中で、どのようにアルターエゴをテーマとして扱うべきか悩んだ結果、このような構造の物語になったことを明かしている。また、切り離された別人格にあっても、元人格についての知識がなければ「ただの初めて見る人格」に見えてしまうため、既出のキャラクターを中心とした人選となった。
担当ライターは当初、同シナリオにおける「その他大勢」は、当初『Fate/EXTRA CCC』に登場するサクラシリーズを割り当てたいと考えていたが、この作品の要素まで取り込むと物語がまとまりを失うおそれがあった。そこで担当ライターは奈須にマシュをモチーフにしてはどうかと提言するが、今度はプレイヤーにショックを与えたり、整合性を喪失するといったリスクが浮上し、最終的には『Fate/EXTRA』に登場したラニをモチーフとすることにした。担当ライターから、デザイナーは全員違う人にして個性を出してほしいという要望が奈須に出され、どうしようか考えていた矢先、ラセングルのスタッフも増えてキャラクターデザインをこなせる者が多かったため、彼らがデザインを手がけた。
メドゥーサはもともと奈須がサービス終了までに最高レアリティ版も出したかったが、これまで彼女のデザインを手掛けていた武内では忙しすぎて不可能だったため、セイバーであれば別人に依頼してもよいと奈須は考えた。そこで、担当ライターにコンセプトを考えもらったうえで武内の推薦で概念礼装を手掛けてきたホトソウカが起用された。
なお、本シナリオはカルデアのスタッフが重要な立ち位置にいたため、彼らの立ち絵も用意された。
担当ライターは前述のコメントの中で、ドゥリーヨダナの人気が出るのか心配だったが、予想以上の人気で驚いたと話している。

#### オルガマリークエスト_1
2023年9月10日実装。
オリュンポスがあった座標に人理の揺らぎが発生。カルデアが駆け付けると消滅したはずのU-オルガマリーがいた。そこに伯爵と名乗る異星の使徒の声がし、それはU-オルガマリーの魔力の残滓を元に作ったE-オルガマリーであると語る。E-オルガマリー（フレアマリー）を倒すと、他にまだ3体のE-オルガマリーがいると伯爵は今後の戦いを予告する。
関係者による言及
本シナリオは、「30騎程度のサーヴァントを用いたやりこみバトル」というコンセプトの元、サーヴァント育成のモチベーションを上げる施策であると同時に、第7章以降出番のないオルガマリー本人の存在をプレイヤーに覚えておいてもらうという意味や、サービス開始から10年目に実装する予定のシステムの伏線として実装された。

#### 奏章II 不可逆廃棄孔 イド
2024年3月20日実装。イベントシナリオ「監獄塔に復讐鬼は哭く」の内容にもかかわるため、ラセングルよりネタバレの注意喚起がなされた。
ノウム・カルデアが手に入れた音声データから「伯爵」の正体をつかむべく、ジャンヌ・ダルクおよびジャンヌ・ダルク（オルタ）、そしてマリー・アントワネットが呼び出された。マリーが音声データに聞き覚えがあったことから、「伯爵」の正体は首飾り事件の首謀者と目されたカリオストロ伯爵である可能性が浮上した。その矢先、ノウム・カルデアの英霊召喚システムが勝手に作動し、アサシンのサーヴァント・耀星のハサンを召喚する。耀星のハサンから「また会った」と言われた主人公は戸惑ううちに眠りについてしまう。
目を覚ますとそこは2015年の東京に似た場所だった。同級生の折田らや、幼馴染のキリエと一緒に学園生活を過ごす中、転校生として耀星のハサンと出会う。その後、主人公は自分の陰に潜んでいた巌窟王から七つの試練としてサーヴァントが送り込まれることを知らされる。二つ目の試練が始まる前に何者かの手で母と妹、キリエが殺される。その後特異点に最後の異星の使徒「伯爵」ことカリオストロが潜り込んでいたことが判明する。彼は汎人類史側の英霊であると釈明し共に現れたマリー・アントワネット・オルタを手に掛け身の潔白を主張することで主人公達と協力関係を結ぶ。その直後にモンテ・クリスト伯を名乗る別霊基の巌窟王が現れ、自分は最後の試練であることを伝えその場を去った。主人公はかつてゲーティアの策略で監獄塔に閉じ込められた時に共闘したあの巌窟王ではないかと考える。
第六の試練を突破した後にジャンヌ・オルタから、カルデアが南極に向かうためには恩讐の炎を抱いたアヴェンジャーはカルデアから去る必要があることを伝えられ、彼女の最後のお願いを聞き届けた直後に七度目の喇叭が鳴る。主人公はカリオストロと耀星のハサンと合流し、生前妹が入るなと言っていた自分の家の父の書斎へと向かう。扉の向こうに続く螺旋階段を下りる中、カリオストロが異星の使徒としての本性を現し主人公を襲う。ハサンが持っていたモンテ・クリスト伯の礼装と、消滅をかろうじて免れていたマリー・オルタの登場により主人公は一命をとりとめ、カリオストロを撃破する。二人はここで消滅したため主人公は一人でモンテ・クリスト伯と対峙する。彼はここが主人公の精神世界であること、主人公に復讐を知ってもらうために用意したことを明かす。主人公は試練を乗り越えた先に見出した答えを示し眠りから目を覚ました。その夜、巌窟王と共に主人公の旅路を見守っていたというエデとの対話を経て特異点に戻ることを決める。
一方、主人公の前から去っていたジャンヌ・オルタ、サリエリ、景清、ニトクリス・オルタ、ゴルゴーンとヘシアン・ロボはモンテ・クリスト伯のやり残しを行うために特異点に残っていた。道中で主人公と合流し心奥にある廃棄孔にたどり着き、そこに巣食っていたカリオストロの本体を焼却する。最後の別れを済ませ、恩讐の炎を抱くアヴェンジャー達はカルデアから退去していった。
後日、カリオストロがあのようなことになっていたのが、かつて異星の使徒として活動していた時の道満の行いが原因であることが暗に示唆され、何かを察した清少納言にお仕置きをされている。
関係者による言及
奈須は本シナリオの舞台となった疑似東京について、主人公の記憶を基にしているとファミ通との9周年インタビューの中で明らかにしており、本シナリオの登場人物についても、カルデアに来る前の関係性をカルデア以降のそれに当てはめているのではないかと話している。
本作の主人公が事件の黒幕を憎むことはその性格からしてありえないことだが、本シナリオには「身近な者が殺され、復讐心を抱かぬ者はいない。それとどう向き合うのか」というテーマが設定されており、今回ばかりはそうもいかなかった。奈須がテーマを設定した後は、シナリオライターが味付けを行うことになっており、学園もので行くと言われた時は驚いたものの、シナリオを読んで納得したと奈須は9周年記念インタビューの中で振り返っている。奈須は別人格ゆえ切り捨てる必要のないアルターエゴと違い、復讐心は切り捨てないといけないという考えを示しつつも、あのような展開は予想外だったとも話している。
カルデアを去るアヴェンジャーはいずれもメインシナリオに登場した者のみである。ただし、担当シナリオライターから「宮本武蔵の時のようにマテリアル画面で『DATA LOST』として扱うと本当に存在が消えてしまう。せめて回線が途絶えているから呼べないという余地を残してほしい」という要望が奈須に寄せられたため、カルデアとの接続が切れ打だけという意味合いから「LINK LOST」または「LINK BAD」として扱われた。
本シナリオにおいては新規描きおろしキャラクターが多数登場しており、主人公の学生服の立ち絵もラセングルのデザインチームの案を基にしたものが用意された。イベントCGもかなりの枚数が登場しており、うち主人公の身内の死亡シーンは武内の線画を基に、ラセングルの社員が仕上げを行っており、どこまで生々しく描くか、バランスを調整しながら制作が行われた。また、身内の死をきっかけに精神を病んだ主人公の表情が鏡に映る場面は単なる説明にならぬよう、構図には注意が払われた。

#### オルガマリークエスト_2
2024年4月12日実装。
北米大陸を航行するストーム・ボーダーの食堂にE-オルガマリーが出現する。自身を零潮遺分體アクアマリーと名乗る彼女はフレアマリーのリベンジとしてバミューダトライアングルの決戦を要望する。激闘の末にアクアマリーを倒したカルデアは自分が「喜怒哀楽」の「楽」の部分であること、プリテンダーのクラスがカルデアスを出自とするものであること、ダ・ヴィンチが欲しがっている情報は「哀」と「喜」が持っていることを明かした。「哀」ことフレアマリーは既に倒していたため、「喜」に望みをかけるも今のカルデアでは到底敵わないと忠告し、「怒」を探すよう忠告し消滅した。
制作背景
本シナリオは、『グラディウス』の「横スクロールで進みながら好きなアイテムを取得してパワーアップしていく」というシステムを本作に落とし込む形で実装された。当初は10Waveをやり直さなくてもそこまで苦労しない程度のゲームバランスを調整していたが、ユーザからの要望に加え、やり直そうと思った時には想定以上の時間が必要なことが判明したため、急遽Waveやり直し機能が追加された。また、取得した大統領バッジの数によってゲームバランスが変動することに加え、どこまでバッジスキルを得られればうまく攻略できるかというところも試行錯誤が重ねられた。
奈須は自身のブログ「竹箒日記」の中で、クリスマスイベントの後に制作したことを明らかにしたうえで、当初の予定よりもテキストの量が増えてしまったと振り返っている。
なお、作中でアクアマリーがばらまいていた大統領バッジのデザインは人間時のオルガマリーの令呪と似ているが、これについて奈須はただ単に敵に塩を送るためのアイテムに過ぎないとファミ通との9周年記念インタビューの中で語っている。

#### 奏章III

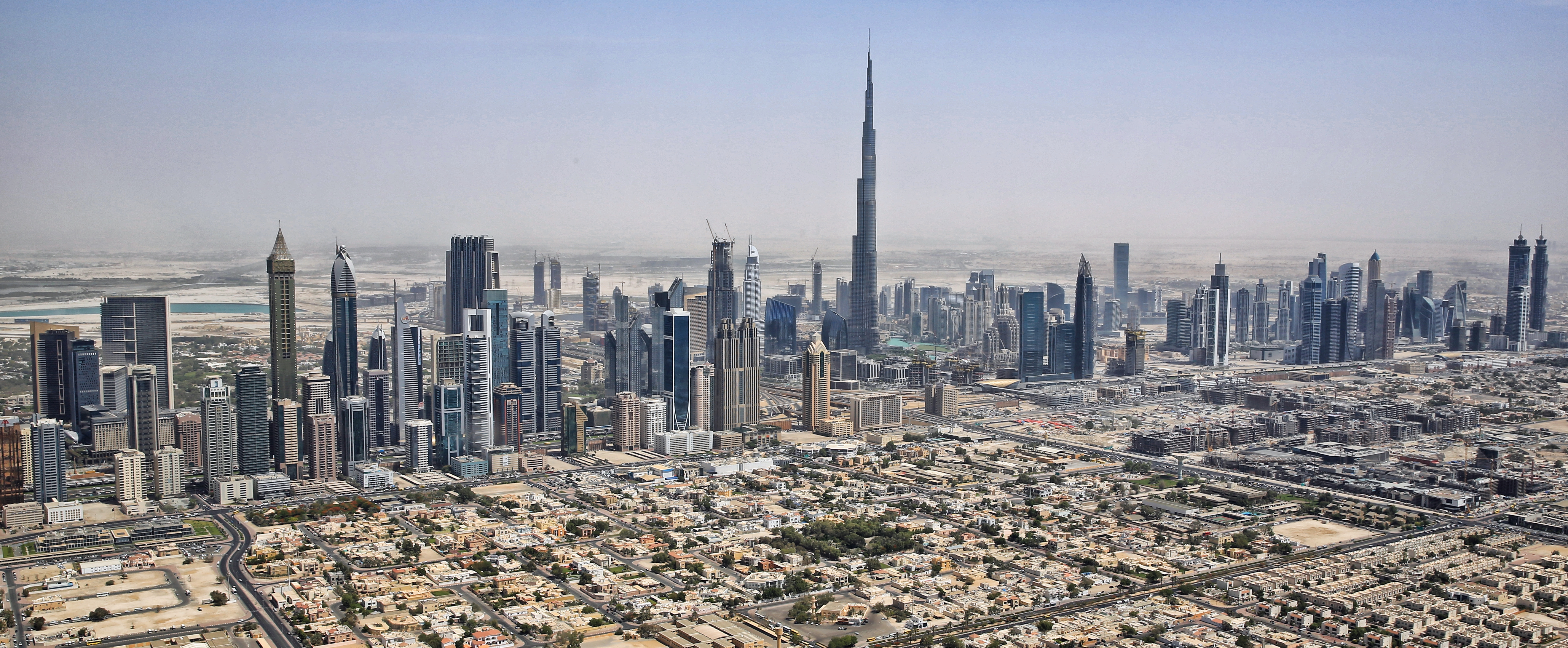
ドバイの街並み

本シナリオは、「BBプレゼンツ☆セレブサマー・エクスペリエンス！ ～逆襲のドバイ～」（以下：「逆襲のドバイ」）と、「奏章III 新霊長後継戦 アーキタイプ・インセプション」（以下：「新霊長後継戦」）の二部構成であり、うち後者は前・中・後編の三部構成である。「新霊長後継戦」の解放条件は、「逆襲のドバイ」のクリアならびに「奏章：Ordeal Call 」への到達である。
「新霊長後継戦」はエクストラクラスの一つ・ムーンキャンサーを主題としたシナリオである。これらのシナリオは以下の日程で実装されたのち、2025年2月に恒常シナリオ「メイン・インタールード」として実装された。
- BBプレゼンツ☆セレブサマー・エクスペリエンス！ ～逆襲のドバイ～：2024年8月14日～10月2日[97]。
- 奏章III 新霊長後継戦 アーキタイプ・インセプション
  - 前編：2024年8月28日～10月31日[97]。。
  - 中編:2024年9月11日[99]～10月31日[97]。
  - 後編:2024年9月20日[注 21][100]

BBプレゼンツ☆セレブサマー・エクスペリエンス！ ～逆襲のドバイ～
あらすじ
アクアマリーとの戦いの後、主人公はBBから2030年のドバイに招待される。 レイシフト早々、カルデアとの通信を切られた上、主人公とマシュに護衛として同行したサーヴァントのうち4騎が互いのクラスを認識できなくなり、とりわけエレシュキガルに至っては体調が思わしくないなど、先行きは不透明だった。それでも、一行はBBドバイから出迎えられたのちに、「BBリリィ」と名乗るサーヴァントから丁重にもてなされ、ブルジュ・ハリファに入るには幸せゲージをカンストの9999まで上げる必要があることも伝えられる。
翌日、遅ればせながらもパッションリップがガイドとして主人公たちと合流する。パッションリップを加えた一行は、海水浴を楽しんだのち、BBドバイ本人と対面する。
ある日、エレシュキガルの左側頭部に角が生えはじめ、ビーストとしての自覚が芽生える。主人公に加え、パッションリップと途中で合流したXXオルタはエレシュキガル本人とこの秘密を共有し、観光を楽しみつつも裏で原因調査を進めることにしていた。一方、マシュ達も異変に気付いており、独自に調査を開始した。また、カルデアは通信が途絶えながらも主人公の安全を確認していたとはいえ、同行者の中にビーストがいることを知り大騒ぎになる。
その後もビースト顕現の原因はわからないままドバイ観光の最終日を迎える。ブルジュ・ハリファ前の広場でエキシビジョンマッチ終えたその時、幸せゲージが9999を超え、膨大な数値に達する。一行は住民から人類は霊長の長としての役目を終えたとして襲われ、ブルジュ・ハリファに避難する。そして、対面したBBドバイから、これまでドバイと思っていた場所は月面に作られた都市であることと、現在は西暦3017年で新たなる霊長の長を決める選挙が始まることを告げられる。
- その他登場サーヴァント：ティノチトラン（水着）、徐福（水着）、ニキチッチ（水着）、シエル他多数

制作背景
奈須はファミ通による9周年記念インタビューの中で、本シナリオは「リッチな観光」を主題としていると語りつつも、その在り方について「『まほよ』コラボみたいなきのこワイワイワールド」とも表現している。
本シナリオに登場するサーヴァントのうち、スペース・エレシュキガルはキャラクター人気が高く、かねてより別霊基での登場を求める声が寄せられていた。一時は2023年のイベント「サーヴァント・サマー・フェスティバル2023!」への登場も考えられていたが、諸事情により見送られ、本シナリオ実装に先行して9周年サーヴァントとして登場した。一方、シエルは元々9周年サーヴァントの候補に挙がっていたが、奈須と武内から「前年に一度限りの変化球として実装したアルクェイドとは違い、シエルでは『FGO』の周年キャラクターとして筋が通らない」と反対されていたため、最終的には水着且つ「サーヴァントユニヴァース」寄りのキャラクターとして実装された。
奏章III 新霊長後継戦 アーキタイプ・インセプション
「人類の継続管理AI」ことBBドバイは本物のBBの計画を横取りする形で、主人公一行を並行世界の西暦3017年にある月面都市ムーン・ドバイへ誘導していた。その世界は人類がAIに移行した「新人類」が大半を占めており、主人公のような「旧人類」は2099年の時点でほぼ絶滅状態だった。新たなる霊長の長を決める選挙とは、各人が絶滅方法を掲げる「究極のラスボス決定戦」でもあり、最も支持率の高い候補者の掲げる絶滅方法が採用される予定だった。この決定戦にかかわるサーヴァントはムーンキャンサーであり、ジナコのようにムーン・ドバイそのものから召喚された者や、BBドバイの認定によってほかのクラスから変化した者もいる。なお、各候補者とマニュフェストは下表の通り
| エリア名 | 対応する場所                   | 候補者                                 | 絶滅方法                                                 | マスター                     |
| -------- | ------------------------------ | -------------------------------------- | -------------------------------------------------------- | ---------------------------- |
| エリアA  | 海岸および海一帯 →殺生院大浴場 | ジャンヌ・ダルク（水着） →殺生院キアラ | 地球の十割は海になった →人類は山の如き菩薩の手で掬われる | リュウダイ                   |
| エリアB  | ブルジュ・ハリファ             | BBドバイ                               | AIによる終焉                                             | なし                         |
| エリアC  | オールド・ドバイ               | ジナコ                                 | 人類総シェルター暮らし                                   | ハサラ                       |
| エリアD  | 食料生産エリア                 | カズラドロップ                         | 植物が生態系の頂点に立つ                                 | BBドバイ                     |
| エリアE  | ドバイ・モール                 | タマモヴィッチ・コヤンスカヤ(闇)       | （新）人類総ペット化                                     |                              |
| エリアF  | オフィス街                     | アストルフォ →ニセキングプロテア       | 理性蒸発 →人類への天罰                                   | アンソニー（上級市民） →なし |
| エリアG  | ヴェルパー戦役跡地             | なし                                   |                                                          |                              |
| エリアH  | 遊園地のような場所             | アーキタイプ・アース                   | 特になし(滅びをただ見守るだけ)                           | なし                         |
| エリアI  | マリオン・ホテル               | エジソン・オルタ                       | 人類総機械化                                             | ベン（元軍人）               |
| なし     | なし                           | アンキ・エレシュキガル                 | 不死の根絶                                               | カルデアのマスター           |

一方、ムーン・ドバイには、主人公たちよりも前に「岸波白野」という同名の男女二人組が来ており、人類滅亡の真相について調べている。うち男性の方（以下：白野（男））は、主人公陣営に協力しているのに対し、女性の方（以下：白野（女））は、 「究極のラスボス決定戦」の選挙管理委員長兼ムーン・ドバイ市長であるBBドバイを補佐している。
前編
BBドバイがリソースの運用目的を「主人公を楽しませること」から選挙の運営に切り替えたことで、ドバイにいた大半のサーヴァントがカルデアへ強制退去させられた。また、BBドバイは、主人公に同行していたサーヴァントたちや、この場に乱入してきた本物のBBをこの場から追い出したうえで、「ムーンセル」の観測光を用いてマシュたちの霊基情報をまとめて消去しようとするが、パッションリップの妨害によって失敗する。また、撤退を呼び掛けたバーソロミュー・ロバーツもBBドバイに脅威ではないとみなされ、難を逃れる。
BBリリィの正体は候補者のひとり・カズラドロップであり、BBドバイの指示でガイドとして主人公一行を監視していたものの、主人公たちにエリアFへ向かうよう助言する。現地へ向かう中、エレシュキガルが別人のような姿に変貌した状態で目を覚まし、追ってきた反旧人類派のAI達を撃退する。その後、一行はBBが脅威役として送り込むはずだったキングプロテアと合流するが、諸事情によりエリアFから出られなくなっていた。また、主人公が宿泊していたマリオン・ホテルも、エジソン・オルタ率いるアルバトロン社の傘下に収められており、エリアFへのルートも同社の兵士たちによってふさがれてしまう。
エリアFを後にした主人公たちは砂上船でBBと合流し、彼女が当初の計画のために用意した彫像からパッションリップや他のサクラファイブを召喚することにした。その際、彼女から「今いるエレシュキガルは別の世界から来た存在だが、この世界で違うものに転生したため、元居た世界やカルデアに戻れなくなった」とと告げられたエレシュキガルは、ビーストとしての責務を果たすため「アンキ・エレシュキガル」として名乗りを上げ、主人公たちと別れる。その後、一行はパッションリップの彫像があるエリアCへ行き、そこで候補者のジナコに匿われることになった。だが、彼女は人類絶滅を望んでいないことから支持率が低いため、他の候補者たちによる襲撃や略奪が頻発しており、パッションリップの再召喚に必要な彼女の彫像もアルバトロン社に取られた後だった。
一方、エジソン・オルタとベンとの間で彫像の扱いについて意見の相違が起きており、ベンが社内に侵入してきた主人公たちに彫像のありかを教えてしまう。主人公はパッションリップの起動に成功し、初期化の影響で別人のようになった彼女に戸惑いつつも、そのまま一行に加える。主人公一行はエリアEにあるドバイ・モールに滞在していたアンデルセンの案内でパーシヴァルとニキチッチと合流し、コヤンスカを撃破する。エリアCに帰還した主人公らは、早々にアルバトロン社の兵士の襲撃を受ける。さらに、BBドバイの姉妹都市同盟兼BBドバイ親衛隊隊長を名乗るティノチトラン（水着）の陽動に主人公らがかかり、その隙にジナコが狙われるが、この地に来ていたシエルが間一髪で阻止する。シエルはこの時代の宙域に生じた人理のゆがみを正すために送られてきたが、主人公たちとは目的が異なるため距離を置いていたことを明かし、協力を申し出る。
主人公とシエルが休息をとっていたところ、白野（男）があらわれ「君がすべきことはこの世界を救うことではなく、元の世界への帰還だ」と告げられる。また、シエルは新人類の「本体が情報体であり、死してもすぐ生き返る」という点からさらなる別世界「サーヴァントユニヴァース」との類似性を指摘したうえで、その世界の冥界の女神にして人類悪「アンキ・エレシュキガル」についても言及する。その後、アストルフォ率いる月笑騎士団から追放されたアンソニーが、主人公たちに助けられる形で一行に加わる。
後日、主人公一行はカズラドロップの茶話会に招待される。彼女は旧人類の味方を主張し、主人公との間で同盟を締結するも、主人公たちからあまり信用されていなかった。
中編
カズラドロップとの茶話会の翌日、エリアHの候補者アーキタイプ・アースがエリアCに来訪し、主人公と会食をする。アーキタイプ・アースは元々「人類が滅亡するまで見届ける」という立場から、カルデアやジナコと争うつもりはない意志を示す。会食の終盤、「ラスボス決定戦」の話題となり、アーキタイプ・アースは「BBドバイ自身では決められず、ムーン・ドバイの住民たちもなぜ旧人類が滅んだのか知らないため、『こうだろう』というサンプルを集めて決めようとしている」と述べ、これが主人公たちの解決すべき課題だと告げる。その後、エリアAの候補者が脱落する。
主人公たちがカルナと徐福の捜索計画を立てていたそのころ、プロテアがアストルフォを騙ってジナコに果たし状を送る。翌日エリアFに来た主人公一行の前でプロテアはムーンキャンサーになると宣言するや否や、アストルフォを捕食する。その後彼女は月面都市の生みの親兼人類AI化の発端となったアンソニー・ベックマンという人物を探してエリアCへ向かう。彼女の憎しみの矛先は彼を基にしたAI・アンソニーに向いており、エリアCに残っていたジナコはアンソニーらを逃がした後、プロテアに捕食される。サーヴァントとしての正体を現した白野（男）のカウンター攻撃によって主人公らはモールに避難する。
プロテアが候補者に名乗りをあげたことで票が入ったため、主人公らはBBが当初の計画のために用意していたプロテア・オルタ（以下：プタ）で対抗することになり、その流れでXXオルタとも合流した。翌日、プタはプロテアを下した際、本人ではないことに気付く。その直後、アンキ・エレシュキガルが新人類の「本体」が格納されたサーバのあるタワーに向けて巨大な剣・エピタフを投げつけるが、プタがタワーをかばい戦闘不能になる。アンキ・エレシュキガルは「不死の根絶」を掲げ立候補を宣言するも、彼女の被害に遭ったエジソン・オルタの協力を得た主人公によって、ラスボス決定戦から退場させられた。
後編
主人公たちが喜んだのもつかの間、今度はアーキタイプ・アースが地球と月を急接近させてくる。BBコスモがプタの治療にあたる間、白野（男）と主人公、そしてエリアHに潜入中だったシエルの3人でアーキタイプ・アースを倒す。
そのころ、ベックマンのデータと接続してしまったアンソニーはその人生を追体験したのち、エリアCを去る。翌日、エリアAの支持率の急上昇が判明し、主人公らは現地に向かう。その際、エリアCの住民チャッカリムはアンソニーからの伝言として、「博物館に2400年の記録が残っているはずなので、調べて欲しい」と伝え、ついでに自分と同じ第二世代のAIラストスロットを探して欲しいと頼む。エリアAの新たな候補者となった殺生院キアラは、この場を自分専用の浴場に作り替えていただけでなく、入浴剤と称して魂を融かす術「万色悠滞」を湯船に仕込み、ムーン・ドバイ前市長リュウダイをはじめとする他者の魂を自らの霊基に取り込んでいた。その結果、主人公らがエリアAに来た時点では巨大な姿になっていた。ここで主人公らは徐福とカルナを救出できたものの、バーソロミューを人質に取られてしまう。エリアAから撤退した主人公らは、キアラとまともに戦うには冷水が必要だと判断し、ドバイ・フレームにいるテノチティトランを説得しに行く。そこが博物館であることに気づいた矢先、アンデルセンと再会し、キアラがラスボス決定戦の参加者に与えられた権利を無意識に行使する形で召喚されたことが判明する。アンデルセンが見つけた資料から、BBドバイの正体が並行世界のBBをモデルとしたデータを組み込まれたラストスロットであることや、次世代の霊長「アーキタイプ」が開発されていたものの起動していないことが判明した。
その後、キアラはバーソロミューの籠絡に失敗し、テノチティトランを加えた主人公たちによって撃破された。その際、キアラの口からこの未来が人類史から剪定されることを回避するためにラスボス決定戦が開かれたことが語られるが、もはやそれは破綻していた。
エリアCに戻った主人公らは、カズラドロップが本物のプロテアを捕食して成りすまし、アンキ・エレシュキガルを呼び寄せたことに気づく。そのカズラドロップは、ブルジュ・ハリファに乗り込んでBBドバイの立場を乗っ取ろうとして返り討ちにされる。回復したBBドバイは自己崩壊に陥るのを覚悟の上で、エリアBの候補者として「AIによる人類の終焉」を掲げ、ムーン・ドバイの機能停止を予告する。
これを聞いた主人公らはBBドバイを排除し、アーキタイプの起動を決意する。第一組（カルナほか）と第二組（パーシヴァル）がBBドバイにダメージを与え、彼女の強制退去効果の対象外である主人公ら第三組による直接対決へ持ち込まれた。ところが、彼女は虚数空間に作られた月「ラグジュアリー・ラグジュアリー」から得たリソースを用いて、主人公たちの攻撃を防ぎ、ムーン・ドバイを作り直そうとするが、エジソン・オルタの渾身の妨害に遭う。
その後、主人公らは、人類滅亡の要因・月の暈（ムーン・キャンサー）が現れた西暦2999年に転移される。月の暈による事象収納（テクスチャはがし）によって、主人公たちの意識レベルが下がりそうになる中、市民たちはムーンキャンサーに抵抗してアーキタイプが格納されているブルジュ・ハリファを守った。そして、BBはゴールデンBBとなり、主人公たちとともに月の暈を撃破する。その後、主人公たちは白野(男)と白野(女)と戦う。
そして物語は主人公が休暇を迎える前の時点に戻る。ムーン・ドバイでの出来事を覚えているのはエレシュキガルら一部だけであり、主人公を含めたその他大勢は覚えていなかった。
制作背景
本シナリオは奈須自身が手掛けており、「逆襲のドバイ」のシナリオライターと連絡を取り合いながら分担して執筆した。
登場人物のうち、アーキタイプ・アースは出典である『月姫 -A piece of blue glass moon-』（以下：『リメイク版月姫』）リリース後、奈須から『FGO』への登場が望まれたものの、この時点ではメインストーリーへの登場が不可能などの理由から、「アーキタイプ・アース」名義で2022年に7周年記念サーヴァントとして実装された。また、彼女のデザインも『FGO』に合わせたものに変更された。

#### オルガマリークエスト_3
2025年2月28日実装。本クエストでは、通常の難易度とは別に、高難易度クエストである「オルガマリークエスト_3・やや本気」と「オルガマリークエスト_3・すごい本気」もプレイできる。

#### 奏章IV

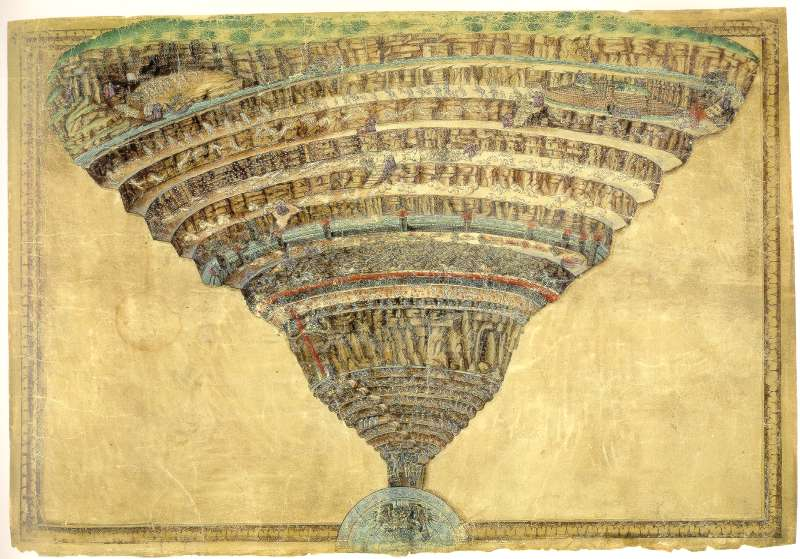
主人公たちは、煉獄から「コキュートス」に向けて地獄をめぐる。

2025年4月30日実装。元々はこのシナリオが奏章IIIとなる予定だったが、「逆襲のドバイ」実装に際して、シナリオの順序が変更された。
事の発端は、とある時代のフィレンツェにて、ダンテ・アリギエーリが『神曲』を模した特異点を作り、そこで生み出された聖杯にベアトリーチェとの再会を願ったことだった。ところが代わりに召喚されたのは、ベアトリーチェを材料に、ジャンヌ・ダルクの外殻と、天使メタトロンの中核を持った「メタトロン・ジャンヌ」（以下：メタジャン）だった。メタジャンはダンテを地獄に追放し、さらに自ら七つの大罪を取り込むも、裁定の邪魔ということで怠惰の人格（以下：「怠惰」）を切り離した。その後、ダンテはモリアーティ（若）に拾われ、「怠惰」が管理人を務めるアパート「グラナート」で探偵事務所をひらく。このアパートにはメタジャンに返り討ちにされた天草四郎も住み着いたほか、メタジャンから法廷の門番に任ぜられたアショーカ王や、異星側のギャラハッドと行動を共にしていたリリスも出入りしていた。
特異点の存在はカルデアの知るところとなり、主人公たちを送り込む準備が進められていた。その間、マシュは夢の中で「何者か」と対話し、「何者か」は次の行先がカルデアの罪を示すものであり、それを彼女の心臓に放たれた「矢」にたとえ、レイシフトすべきでないと警告する。彼女が死なない方法について教えてくれと求めた際、「何者か」は「もし君がシールダーをやめるのなら、君は大切な何かを失う」と忠告する。また、カルデア側も、もしマシュが生きたままサーヴァントになってしまった場合、永遠に2016年に取り残されてしまうことを危惧しており、ハベトロットと情報を共有しつつも、本人には伏せるように指示した。
そして当日、カドックと主人公がマスターとして現地に向かい、マシュとハベトロットもサーヴァントとして同行したものの、ハベトロットはマシュにしか聞こえない声だけの状態でレイシフトせざるを得なくなる。天使たちの案内で入場した裁判所にて一行と対面したメタジャンは、カルデアを「人類裁判」の被告と呼び、一行をその代表者とみなす。さらに原告の代理人の検事として彼女に呼ばれた言峰綺礼は、この裁判の原告が地球であり、カルデアの罪は異聞帯の絶滅を目的とした大量虐殺と明言する。主人公とカドックの罪もそれに関連していた一方、マシュの罪状については明言されなかった。メタジャンはカルデアに死刑を、主人公ら3人には地獄への追放刑を言い渡した。
一行はハベトロットの導きで裁判所から脱出するが、天使たちによって煉獄の荒野へ追い立てられる。そのときリリスが助太刀に現れる。この際、リリスはメタジャンがこの特異点からストーム・ボーダーを狙っていることを指摘したうえで、特異点の修復が執行を阻止できると述べる。取引により、一行はリリスの護衛として荒野を進む。リリスによるとこの特異点にはルールがあり、それに従っていれば飲み食いせずに祈り続けるといった現実では考えられないことも起きていた。
一行は色欲区近くにあるアパート「グラナート」にて天草四郎に迎え入れられる。翌日、朝食の場で一行はアショカ王と会い、一行がルールから逸れた存在であることが告げられる。また、相手のルールを上書きする手段を得ることが当面の目的として設定され、その流れで主人公はモリアーティ(若)とダンテを弁護士として仮契約を結ぶ。天草はその手段を得るための対価として、煉獄の住人の祈りによって生ずる聖杯の雫を提示する。一行は探偵事務所としての依頼をこなす中でそれらを集め、天草から報酬としてルーラークラスの権限を具現化した「聖杯の短剣」を託される。その夜、目を覚ましたマシュはダイニングで会ったリリスと会話した際、違和感を覚える。ハベトロットの指摘でリリスの悪意に気づいたマシュはなぜ自分たちにそこまで詳しいのか尋ねる。そこへ怠惰が現れ、リリスにマシュに自らの正体を明かすことを約束させる。翌朝、ダンテたちが仕事に出ている間、主人公らはリリスから天使たちも煉獄の住人から聖杯の雫を集めていることを聞かされ、強奪を頼まれる。その通りにした矢先、生き残った天使の一体が住人の体内から聖杯の雫を無理やり抽出してパワーアップしたうえ、増援を呼び出した。あまりの強さに主人公たちはグラナートまで撤退する。主人公たちから聖杯の雫を受け取ったリリスと入れ替わりに、怠惰が現れ「急がば回れ」として自らの権能を以て主人公たちの本来の目的を忘れさせ、かつハベトロットからの介入を遮断した。それから1ヶ月後、言峰の来訪により主人公たちは本来の目的を思い出し、煉獄から地獄へ向かう一組の男女の護衛の仕事を引き受けた。
- その他登場サーヴァント：アンリマユ